# Starterbatterie

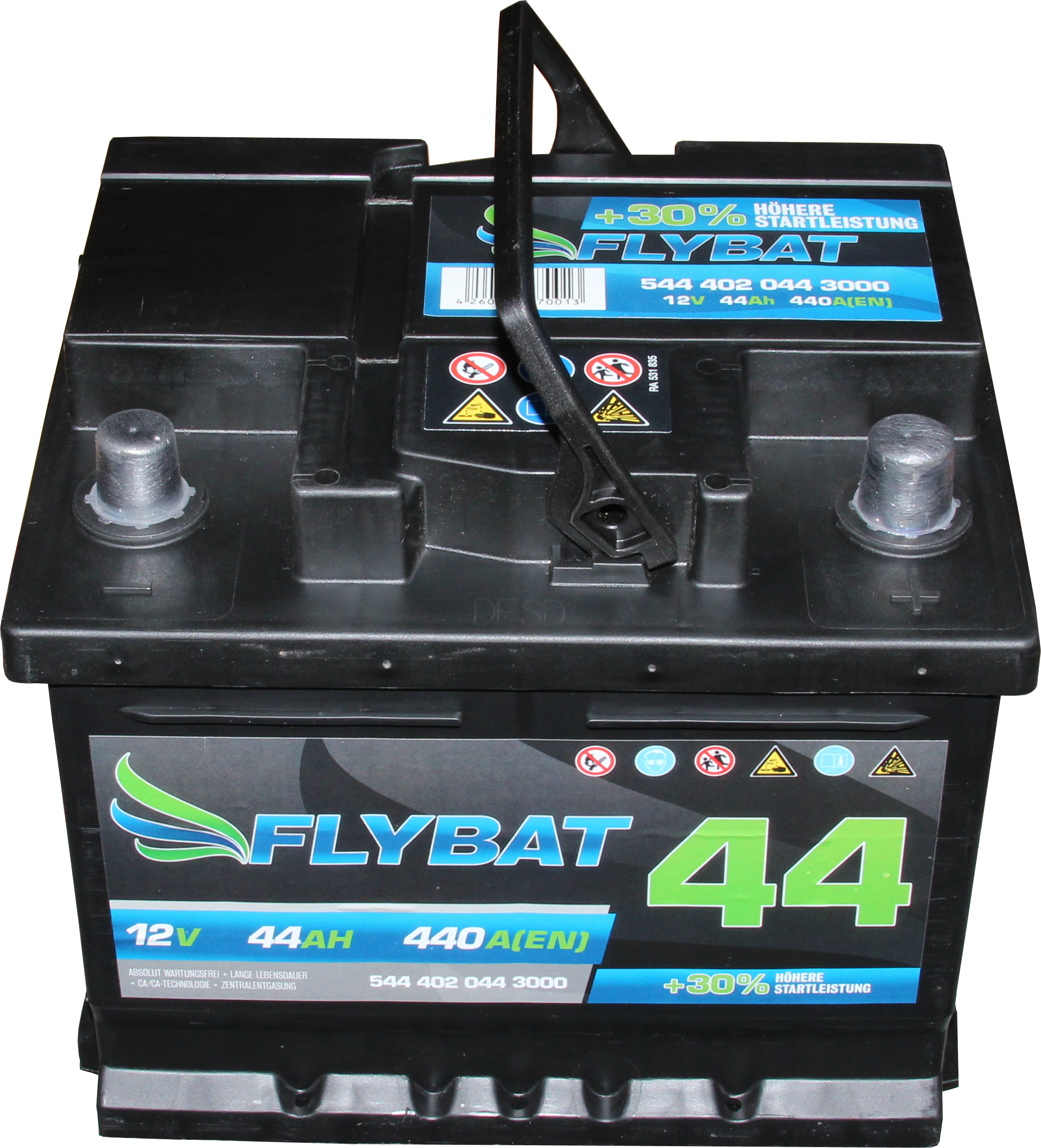
Moderne Blei-Calcium-Starterbatterie 12 V 44 Ah (Hochstrombatterie), geschlossenes System, wartungsfrei.

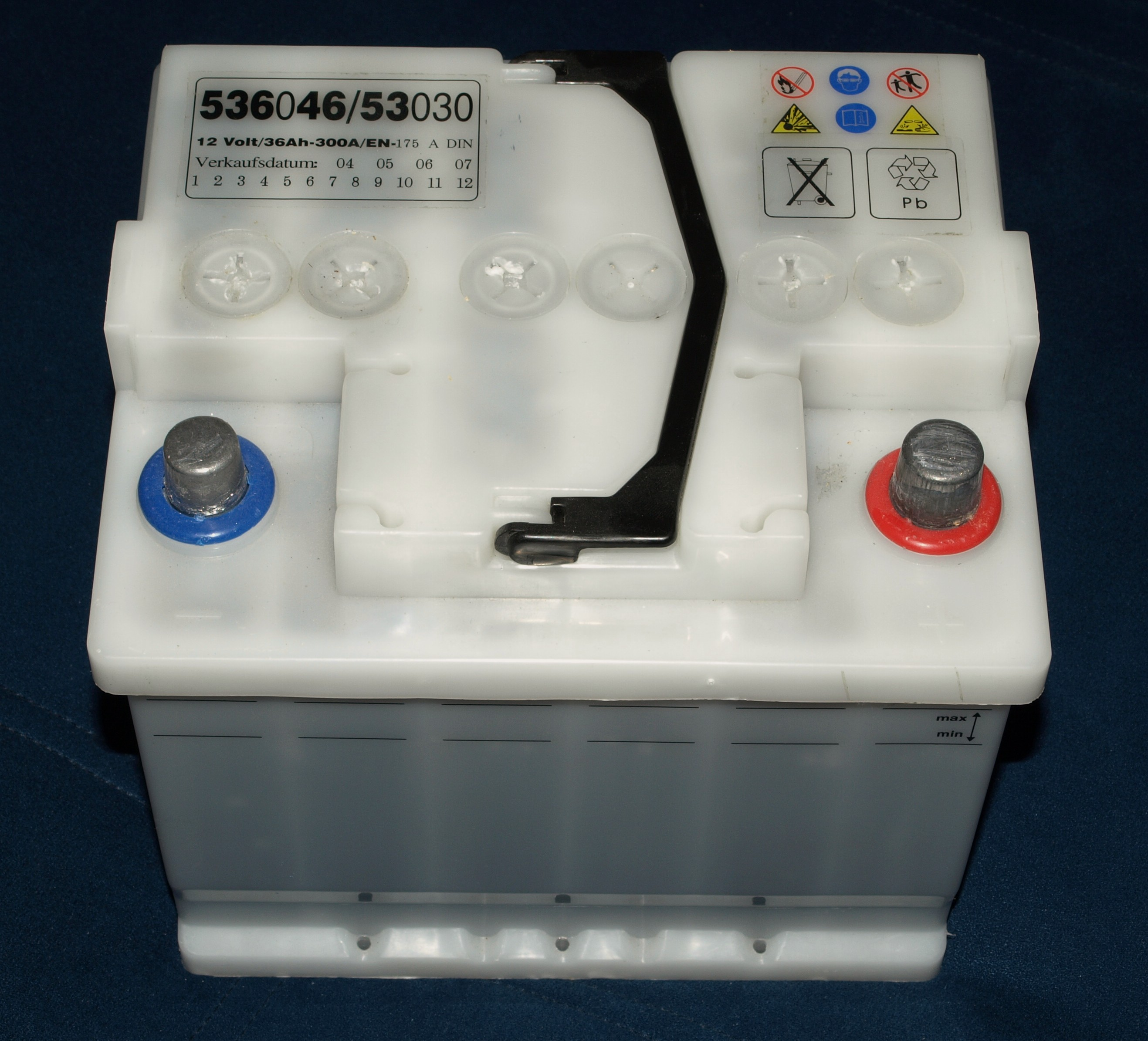
Autobatterie mit einer Spannung von 12 V und Kapazität von 36 Ah. Frühere, offene Ausführung mit Blockdeckel, transparentem Gehäuse, Zentralentgasung und der Möglichkeit zum Nachfüllen von destilliertem Wasser nach dem Herausschrauben der sechs runden Stopfen.

Die Starterbatterie, beim Kraftfahrzeug auch als Autobatterie oder als Fahrzeugbatterie bezeichnet, ist ein Akkumulator, der unter anderem die elektrische Energie für den Anlasser eines Verbrennungsmotors liefert, beispielsweise in Kraftfahrzeugen, Stromerzeugungsaggregaten oder der Gasturbine eines Flugzeuges. Als Starterbatterie werden häufig Bleiakkumulatoren eingesetzt.

## Begriffsklärung
Von der Fahrzeug- beziehungsweise Starterbatterie abzugrenzen sind die Antriebsbatterie von Elektroautos und die Hybridbatterie von Hybridelektrokraftfahrzeugen. Während die Batterie der Fahrzeuge mit Wasserstoffverbrennungsmotor eine Starterbatterie ist, ist die Abgrenzung bei Brennstoffzellenfahrzeugen weniger eindeutig, hier hängt es von der jeweiligen Bauform ab, ob die Batterie auch den Elektromotor zum Antrieb des Fahrzeugs versorgt oder nicht.
Ebenfalls nicht als Fahrzeugbatterie zählen zusätzliche Batterien etwa in Wohnmobilen, die hauptsächlich zum Betrieb des Bordnetzes bei abgestelltem Motor dienen.

## Batterien in Kraftfahrzeugen
Die Starterbatterie erfüllt im Kraftfahrzeug verschiedene Aufgaben:
1. Sie versorgt vor dem Startvorgang verschiedene Verbraucher mit Spannung, darunter die Zündanlage (Batteriezündung), Steuergeräte, Einspritzanlage, Vorglühanlage.
2. Sie versorgt den Anlassmotor (Anlasser) mit Energie.
3. Sie versorgt sämtliche elektrische Verbraucher beim Betrieb des Fahrzeugs, wenn allein die Leistung der Lichtmaschine beziehungsweise die Motordrehzahl dafür nicht ausreicht.
4. Sie versorgt auch bei stehendem Motor die Notbeleuchtung (Licht, Warnblinkanlage) des Fahrzeugs.
5. Sie versorgt im Standbetrieb des Fahrzeugs diverse Abnehmer mit Energie (Uhr, Radio, Steuergerät, Standheizung)

Anders als der Name suggeriert, dient die Starterbatterie also keineswegs nur zum Starten des Motors. Bei Fahrzeugen mit Kickstarter kann die Starter-Funktion sogar gänzlich entfallen. Vielmehr ist sie elementarer Bestandteil des Bordnetzes beim Betrieb von Fahrzeugen.

### Bauformen bei Kraftfahrzeugen
Pkw-Starterbatterien und Starterbatterien für LKW und andere Nutzfahrzeuge wie Busse, Bau- und Landmaschinen unterscheiden sich in ihrer Kapazität und damit auch in Gewicht und Abmessungen. Lkw-Batterien sind nach EN-50342-4 genormt: Die maximalen Abmessungen (H × B × L) betragen 240 mm × 273 mm × 518 mm und die Kapazität beträgt bis zu 235 Ah.
Bei Lkw beträgt die Spannung des Bordnetzes 24 V statt 12 V. Deshalb werden hier zwei gleichartige 12-Volt-Akkumulatoren in Reihe geschaltet verwendet. In manchen Oldtimern befindet sich auch ein Bordnetz mit einer Spannung von 6 V. inkl. einer entsprechenden Batterie.

### Startvorgang
Das Anlassen eines Verbrennungsmotors durch den elektrischen Anlassmotor erfordert kurzzeitig Stromstärken von mehreren 100 bis zu 1000 Ampere. Der Pkw-Startvorgang dauert bei gut gewarteten Motoren zwei bis fünf Sekunden und bis zehn Sekunden bei älteren Fahrzeugen. Dabei verliert die Batterie bis etwa 0,2 Ah beim Benziner (bei zwei Sekunden Startzeit) und bis etwa 0,3–0,4 Ah beim Diesel (7 Sekunden Startzeit mit Vorglühen).
Die Starterbatterie muss die zum Starten erforderliche Stromstärke auch bei niedrigen winterlichen Temperaturen liefern können. Da die elektrische Spannung während des Startvorgangs nicht zu stark abfallen darf, weisen Starterbatterien einen geringen elektrischen Innenwiderstand auf.

### Fahrbetrieb
Sobald der Motor läuft, übernimmt die Lichtmaschine die gesamte Spannungsversorgung der elektrischen Anlage und lädt dabei auch die Starterbatterie wieder auf. Nach den Verbrauchern Starter, Licht und Zündung (engl. ignition) werden Starterbatterien auch mit der englischen Abkürzung als SLI-Batterie bezeichnet.

#### Aufladung durch die Lichtmaschine
Für das Nachladen des beim Anlassen entstandenen Aufladungsverlustes der Batterie von 0,2 Ah werden ca. 3–5 Minuten (Fahrzeit) benötigt. Während Standzeiten verbraucht ein PKW aber zusätzlich einen Ruhestrom von durchschnittlich ca. 0,02 A bis 0,04 A (u. a. für den Standby-Betrieb von Motorsteuergeräten, Zentralverriegelung, Speichererhalt des Radios etc.). Dies summiert sich in 24 Stunden schon auf ca. 0,5 Ah bis 1 Ah und übersteigt damit den durch ein zweimaliges Anlassen (Hin- und Rückfahrt) verursachten Stromverbrauch. Zum Ausgleich des Ladungsverlustes durch den Ruhestrom sind pro Tag Standzeit also rein rechnerisch noch weitere ca. 7 bis 25 Minuten Fahrzeit erforderlich. Die notwendige Ladezeit lässt sich auch nicht durch irgendwelche Maßnahmen verkürzen, da Bleiakkumulatoren nicht besonders schnellladefähig sind und die Lichtmaschine bereits knapp über der Leerlaufdrehzahl des Motors ihre volle Ladeleistung liefert. Besonders schnelles Fahren ist für das Nachladen der Starterbatterie somit sogar kontraproduktiv, da sich dadurch die Fahrzeit und damit auch die Aufladezeit verringert.
Wenn eine Tiefentladung eintritt, sodass der Motor nicht mehr gestartet werden kann, wird die Starterbatterie durch eine externe Stromquelle aufgeladen oder der Motor mithilfe einer externen Stromquelle angeworfen. Auch bei ungünstigen Betriebsbedingungen wie dem Fahren sehr kurzer Strecken oder langen Standzeiten kann ein regelmäßiges Aufladen mit externen Stromquellen erforderlich sein, um eine Tiefentladung zu verhindern.
Bei einem Defekt der Lichtmaschine oder einem gerissenen Keilriemen übernimmt die Starterbatterie die Versorgung aller elektrischen Verbraucher vollständig und wird nicht mehr geladen. Je nach Anzahl und Leistungsaufnahme der eingeschalteten Verbraucher kann auf diese Weise noch ein Stück weitergefahren werden, ehe das Bordnetz zusammenbricht und auch der Motor ausgeht. Nur bei Fahrzeugen mit Magnetzündung bleibt der Motor auch bei entladener Batterie betriebsfähig.

### Batterien zum Einsatz mit einer Start-Stopp-Automatik
In PKW mit Start-Stopp-Automatik werden übliche Blei-Säure-Starterbatterien schnell überfordert, da die deutlich häufigeren Anlassvorgänge eine erhöhte Zyklenfestigkeit der Akkumulatoren erfordern. Bei dem falschen Einsatz einer für Start-Stopp-Systeme ungeeigneten Batterie, z. B. aus Unkenntnis oder falscher Sparsamkeit, ist ein rapider Verschleiß der Starterbatterie in nur wenigen Monaten Betriebsdauer die unvermeidliche Folge.

#### EFB-Batterien
Für reinen Start-Stopp-Betrieb (ohne Rekuperation) wurden EFB- (Enhanced Flooded Battery) Batterien entwickelt, die in herkömmlicher, nasser Ausführung über mehr Blei verfügen, um den höheren Energiebedarf decken zu können und Vliesmatten zur Stabilisierung der aktiven Masse (Speichermasse) der Plus-Elektrode enthalten.

#### AGM-Batterien
Auch die seit etwa den 1970er Jahren im Bereitschaftsbetrieb und für Kleinantriebe eingesetzten VRLA- bzw. AGM (Absorbent-Glass-Mat)-Akkumulatoren wurden zu Starterbatterien weiter entwickelt. Diese werden für Fahrzeuge mit Start-Stopp-System und Rekuperationstechnik verwendet. Bei diesen wird beim Bremsen ein Generator angetrieben, der den Akkumulator auflädt. AGM-Akkumulatoren erlauben eine bis zu viermal größere Anzahl von Ladezyklen im Vergleich zu herkömmlichen Batterien. Auch der bauartbedingt geringe Innenwiderstand begünstigt eine schnelle Reaktion zwischen der Säure und den Platten, wodurch schnell hohe Energiemengen aufgenommen werden können. AGM-Akkumulatoren sind anfällig gegenüber erhöhten Temperaturen, weshalb sie oft nicht im Motorraum, sondern im Innenraum bzw. im Kofferraum verbaut werden.

### Lithium-Batterien
Akkumulatoren, die andere Redoxsysteme benutzen, z. B. eine Lithium-Technologie, können sich aus Kostengründen nur schwer gegen Bleiakkumulatoren durchsetzen. Diese Akkumulatoren benötigen komplizierte Lade- und Schutzschaltungen. Die Gewichtsersparnis ist zwar sehr hoch, aber der Einsatz in der Großserie ist preislich nicht zu rechtfertigen. Einzig Porsche bietet gegen Aufpreis LiFePO4-Akkumulatoren als Starterbatterie an. Auch im Ersatzteilgeschäft sind LiFePO4-Starterbatterien für PKW auf dem Markt, die aber das vier- bis fünffache einer vergleichbaren Blei-Starterbatterie kosten. In der Motorroller- und Motorrad-Sparte gibt es inzwischen ein umfangreiches Angebot an LiFePO4-Starterbatterien.
Da Lithium-Batterien nicht unter 0 °C geladen werden dürfen, müssen sie im Winterbetrieb zusätzlich beheizt werden.

## Batterien in Flugzeugen
Im Vergleich zu anderen Akkutechnologien ist der preisgünstige Bleiakkumulator vergleichsweise schwer. Bei Flugzeugen werden als Starterbatterien zum Anlassen von Kolbenmotoren bzw. Hilfsturbinen daher Nickel-Cadmium-Akkumulatoren, zunehmend auch Nickel-Metallhydrid-Akkumulatoren, Silber-Zink-Akkumulatoren und Lithium-Ionen-Akkumulatoren eingesetzt.

## Aufbau und Handhabung

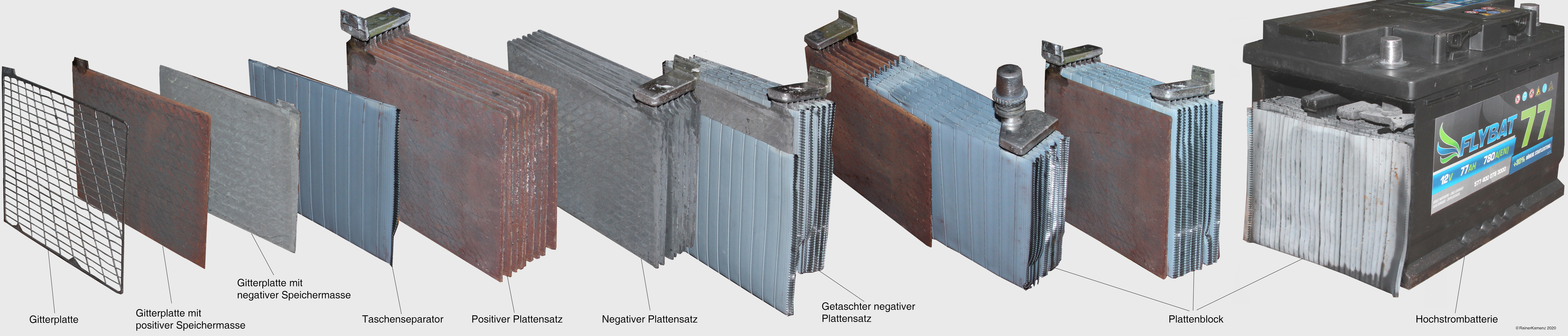
Aufbau einer Starterbatterie Nasszelle

Starterbatterien in Bleiakkumulator-Technik bestehen aus einer Reihenschaltung von Einzel-Zellen, die jeweils eine Nennspannung von 2 V aufweisen. Um eine Nennspannung von 6 V zu erhalten, werden drei, für 12 V Nennspannung werden sechs Zellen hintereinander geschaltet.

### Innerer Aufbau
Die Zellen von Starterbatterien sind in der Regel aus zahlreichen, relativ dünnen Polplatten zusammengesetzt. Die Plus- und die Minus-Polplatten wechseln einander ab. Damit kein direkter elektrischer Kontakt bzw. Kurzschluss entsteht, werden die Plus- und Minuspolplatten jeweils voneinander durch dazwischen eingebrachte, elektrisch isolierende Bauelemente getrennt. Diese sogenannten Separatoren sind flüssigkeitsdurchlässig perforiert bzw. bestehen aus einem porösen Material.
Die Gitterplatten für den Pluspol enthalten im Wesentlichen eine poröse Aktivmasse aus winzigen Bleidioxid-Körnchen. Sämtliche Plus-Polplatten einer Zelle sind elektrisch und mechanisch miteinander durch Polbrücken aus einer Blei-Legierung verbunden. Bei den Gitterplatten für den Minuspol besteht die poröse Aktivmasse vorwiegend aus Blei-Körnchen. Auch alle Minus-Polplatten sind elektrisch und mechanisch miteinander durch Polbrücken aus einer Blei-Legierung verbunden. Manche Aktivmasse-Mischungen enthalten zusätzlich eine Beimischung von Carbonfasern für eine verbesserte elektrische Leitfähigkeit.

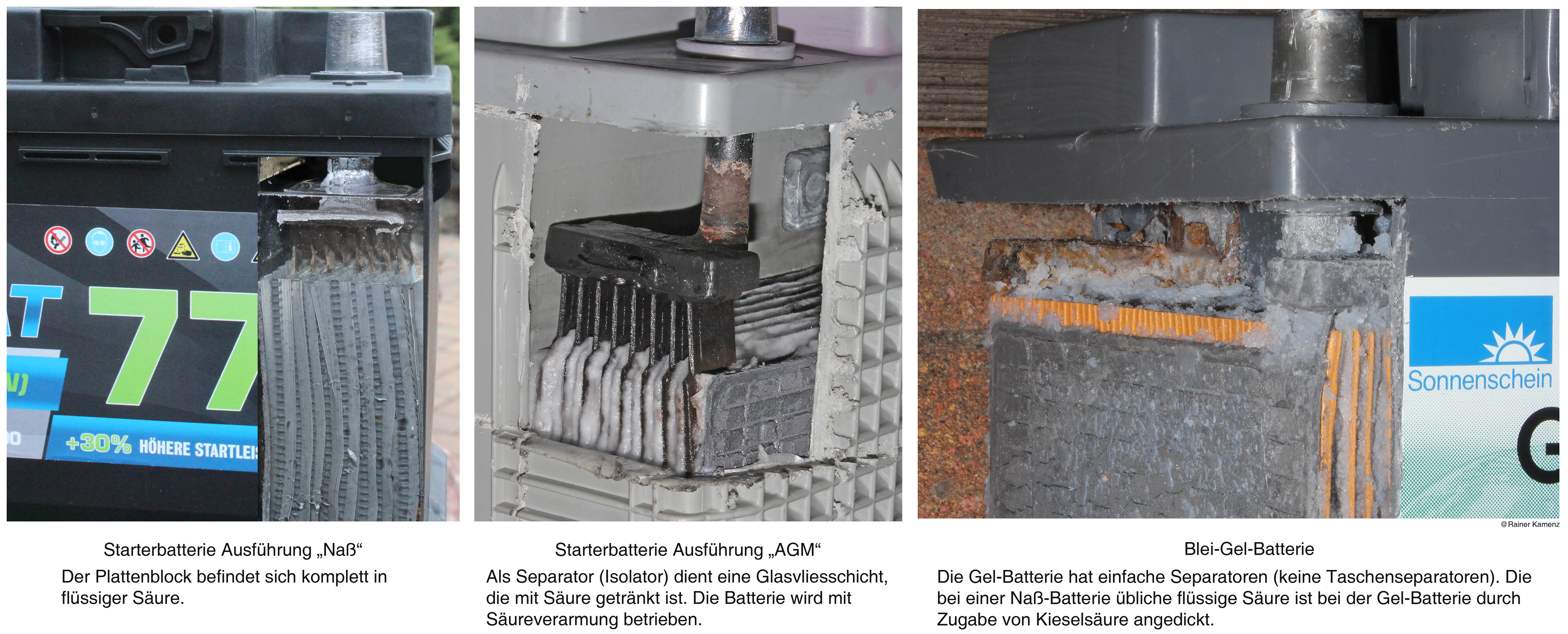
Innerer Aufbau der Starterbatterie Ausführung „Nass“ und „AGM“ sowie der Gel-Batterie

Je nach Beschaffenheit der Separatoren und der Säurefüllung unterscheidet man:
- Blei-Säure-Batterie: Konventioneller Bleiakku mit flüssiger Säurefüllung - Ausführung als Standardbatterie oder Hochstrombatterie. Nicht gasdicht.
- EFB (Enhanced Flooded Battery): Bleiakku mit flüssiger Säure und einer durch Vliesauflagen und eine spezielle Aktivmasse verbesserten Zyklenfestigkeit.
- AGM-Batterie (Absorbent Glass Mat): Gasdichter VRLA-Bleiakku mit in Glasfaservlies-Separatoren gebundener Säure und noch höherer Zyklenfestigkeit.
- Blei-Gel-Batterie: Gasdichter VRLA-Bleiakku mit durch Kieselsäure eingedickter Säurefüllung, die einen lageunabhängigen Betrieb ermöglicht.

Die erhöhte Zyklenfestigkeit von EFB- und AGM-Batterien ist für den Einsatz in Fahrzeugen mit Start-Stopp-System (oder anspruchsvollen elektrischen Verbrauchern wie z. B. einer Standheizung) erforderlich.
AGM-Batterien weisen einen niedrigeren Innenwiderstand als die anderen Bauarten auf. Sie sind schneller aufladbar und damit auch (in Grenzen) zur Bremsenergie-Rekuperation mit Hilfe der Lichtmaschine einsetzbar. Allerdings sind sie empfindlicher gegenüber hohen Betriebstemperaturen und müssen daher im Fahrzeug vor der Motorwärme geschützt eingebaut werden.
Die gasdicht verschlossenen VRLA-Bleiakkus in Blei-Gel- oder AGM-Ausführung sind mit Sicherheits-Überdruckventilen ausgestattet. Diese öffnen bei einem zu starkem Innendruck, z. B. aufgrund starker Gasentwicklung infolge einer Überladung. Dadurch wird bei einem Defekt der Ladeelektronik ein möglicherweise explosives Aufplatzen des Gehäuses verhindert.
Blei-Gel-Batterien werden aufgrund des höheren Preises in der Regel nur bei Motorrädern und Booten als Starterbatterien eingesetzt, da hierbei der absolut lageunabhängige Betrieb eine Rolle spielen kann. Sie stehen damit teilweise in Konkurrenz zu AGM-Batterien, die allerdings nur bis zu max. 90° Kippwinkel betrieben werden können. Die geringere zulässige Ladespannung von Blei-Gel-Batterien kann vor allem bei älteren Motorrädern zu Problemen durch Überladung aufgrund eines ungeeigneten Ladereglers führen. In der Bauform als „Nato-Block“ werden Blei-Gel-Batterien schon seit vielen Jahrzehnten als Starterbatterie für militärische Fahrzeuge produziert. Der allgemein bekanntere Einsatz von Blei-Gel-Akkumulatoren in einer nur für Stromversorgungszwecke optimierten Zusammensetzung des Aktivmaterials führte dennoch zu der weit verbreiteten, jedoch irrigen Annahme, das diese Bauart prinzipiell einen höheren Innenwiderstand hat.

#### Legierung des Gitters
Nach der Legierung des Gittermetalls unterscheidet man bei Bleibatterien:
- Blei-Antimon-Batterie (PbSb).
- Blei-Hybrid-Batterie (PbSb/Ca).
- Blei-Calcium-Batterie (PbCa).

Das Gitter der Platte ist für die Stromleitung im Lade- und Entladevorgang zuständig. Es darf deshalb nicht an der chemischen Bleiumwandlung der Speichermasse teilnehmen und erhält dafür eine Beimengung des spröden Halbmetalls Antimon. Die seit über 100 Jahren verwendete Legierung macht das Gitter hart und widerstandsfähig gegen die chemischen Prozesse in der Batterie. Als Nachteil der Antimonlegierung sind eine stärkere Selbstentladung und ein erhöhter Wasserverbrauch zu nennen. Durch Reduzierung des Antimonanteils von früher über 10 % auf nur noch wenige Prozente konnten die Nachteile in den letzten Jahrzehnten zwar minimiert werden, aber einen wirklichen Durchbruch brachte erst der Einsatz von Calcium und teilweise Silber statt des Antimons.
Die Blei-Antimonbatterie ist die traditionelle Starterbatterie, wie sie seit etwa 100 Jahren verwendet wird. Die positiven und negativen Gitterplatten bestehen aus einer Blei-Antimon-Legierung zur Härtung des stromleitenden Plattengitters. Obwohl sie auch als wartungsfreie Batterie produziert werden kann, ließ die hohe Selbstentladung von 0,5–2 % ihrer Kapazität pro Tag sie nahezu vollständig im Starterbatteriesektor vom Markt verschwinden. Lediglich in der LKW-Sparte werden noch geringe Stückzahlen für den LKW-Nahverkehr gefertigt.
Großen Einsatz findet die Blei-Antimonbatterie als Antriebs- und Traktionsbatterie. Sie zeigt eine gute Zyklenfestigkeit, gute Ladungsaufnahme und ist deshalb nicht so anfällig für die gefährliche Säureschichtung. Ihre Standzeit beträgt etwa 3-4 Monate.
Die Blei-Hybridbatterie enthält eine Antimon legierte Plusplatte und eine Calcium legierte Minusplatte, was zu gemischten Eigenschaften führt.

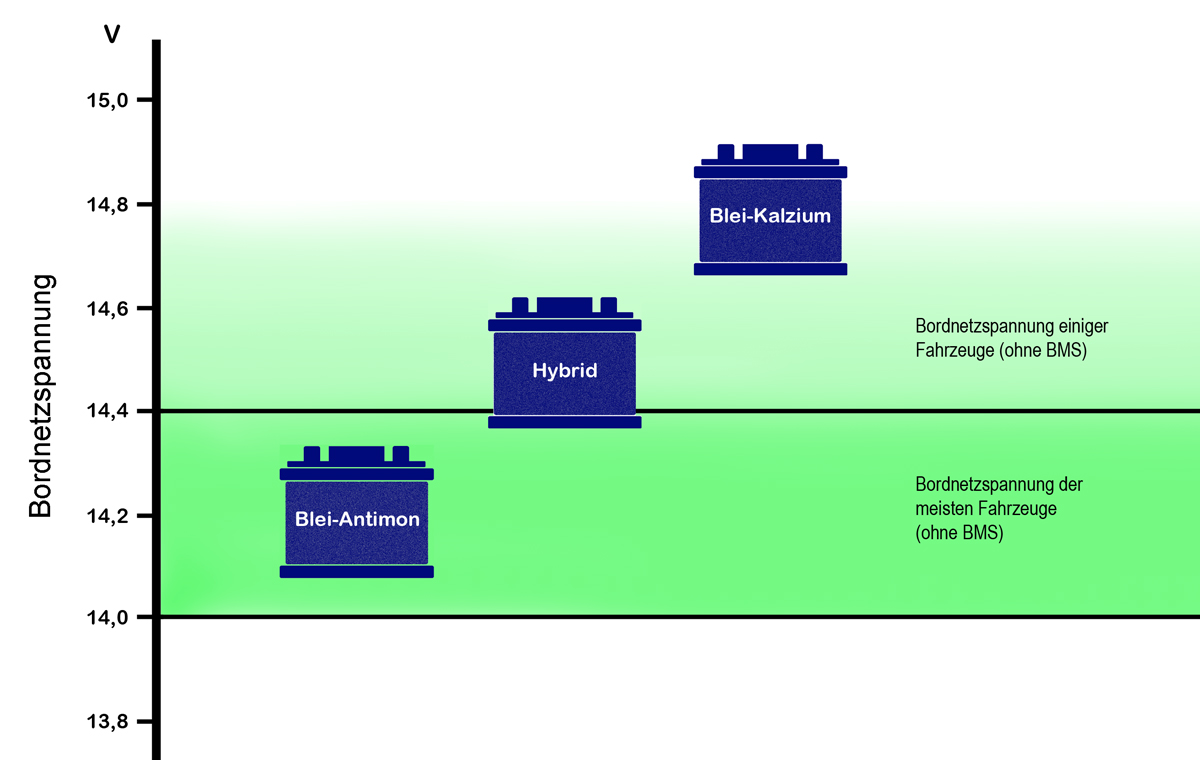
Notwendige Bordnetzspannung im Fahrzeug für die 3 Grundtypen. BMS steht für Batterie-Management-System

Die Blei-Calciumbatterie enthält positive und negative Gitterplatten aus einer Blei-Calcium-(Silber)-Legierung. Da sie wartungsfrei ist und nur eine sehr geringe Selbstentladung von ca. 0,08 % pro Tag vorliegt (Standzeit 12–15 Monate), hat sie die Blei-Antimon Batterie heute vollständig ersetzt, die in gebrauchsfertigem Zustand nur eine Standzeit von 3-4 Monate hatte und darum ohne Säurebefüllung produziert und ausgeliefert wurde (trocken vorgeladen). Für den Hersteller bedeutete die säurefreie Konservierung höhere Produktionskosten, und im Handel musste die Batterie mit Säure befüllt und nachgeladen werden.
Als Nachteile sind die 1 V höhere Ladespannung und die damit verbundene schlechte Ladungsaufnahme bei Konstantspannungsladung (Spannungsbegrenzung), eine schlechte Zyklenstabilität und die ab einem unter 50 % liegenden Ladezustand eintretende Säureschichtung zu nennen, die deutlich häufiger als früher zum Ausfall der Batterie innerhalb der ersten drei Jahre nach Inbetriebnahme führen.
| Standard    | Hochstrom    | EFB         | AGM         |
| ----------- | ------------ | ----------- | ----------- |
| 36 Ah 300 A | 44 Ah 440 A  |             |             |
| 55 Ah 480 A | 62 Ah 540 A  | 60 Ah 640 A | 60 Ah 680 A |
| 66 Ah 570 A | 77 Ah 780 A  | 70 Ah 760 A | 70 Ah 760 A |
|             | 80 Ah 740 A  | 75 Ah 730 A | 80 Ah 800 A |
| 88 Ah 680 A | 100 Ah 830 A |             | 95 Ah 850 A |

### Äußerer Aufbau
Starterbatterien unterscheiden sich hauptsächlich in der äußeren Bauform (Garnitur) und in ihrer Leistung. Der Batteriekasten (Garnitur) lässt sich mit verschiedenen Plattengrößen und Plattenanzahlen bestücken, vom einfachen Ausbau bis zum Vollausbau. Da die Anzahl und Größe der Platten über die Leistungsfähigkeit der Starterbatterie entscheidet, finden sich auch diverse Leistungen in einer einzigen Abmessung. So kann z. B. die Garnitur 12 V 55 Ah durch entsprechenden Ausbau die Leistungsklassen bieten:
- Standardbatterie 55 Ah 480 A
- Hochstrombatterie 62 Ah 540 A
- Höchststrombatterie 60 Ah 600 A
- EFB-Batterie 60 Ah 640 A (Zyklenfest für Start-Stop-Anwendung)
- AGM-Batterie 60 Ah 680 A (Zyklenfest für Start-Stop-Anwendung)

Das gesamte Programm der Starterbatterien wird in 3 sehr umfangreichen Sparten eingeteilt:
1. Starterbatterie für Motorrad, in den Kapazitäten 1–32 Ah.
2. Starterbatterie für PKW, in den Kapazitäten 36–110 Ah.
3. Starterbatterie für LKW, Traktoren, Baumaschinen usw. in den Kapazitäten 100–240 Ah.

Daneben gibt es noch spezielle Anwendungen in Nebenbereichen.
Die Sparte Motorrad hat dabei das umfangreichste Angebot mit über 110 Typen. Bis auf ein/zwei Typen kommt das gesamte Programm in Entwicklung und Produktion aus Fernost und umfasst neben der Standardbatterie „Nass“ auch AGM, GEL und Lithium.
Die Sparte PKW unterscheidet sich hauptsächlich im Europa-, Japan- und US-Programm. Da die Zellenanordnung hier generell quer in Längsrichtung liegt, weichen die Abmessungen technisch bedingt nur marginal voneinander ab. Für das uns eher geläufige EU-Programm sind die Japan-Batterien (eigentlich Fernostbatterien, denn sie werden nicht nur in Japan produziert) zumeist um 30 mm höher und haben keine Fußbefestigung.
Das Europaprogramm basiert auf den 5 historischen Grundtypen 36/55/66/75/88 Ah und der späteren Sondergröße 110 Ah mit den Abmessungen: Länge: x (je nach Leistung), Breite: 175 mm, Höhe 190 mm. Diese 5 Typen werden durch eine verringerte Höhe von 175 mm statt 190 mm auf 10 erweitert. Durch unterschiedliche Polanordnung steigt die Typenvielfalt auf mindestens 13. Mit diesen insgesamt 14 Garniturgrößen werden nun durch unterschiedliche interne Aufbauten mindestens 30 Starterbatterietypen für PKW generiert. In Nuancen erweitert steigt diese Zahl je nach Hersteller oder Anforderung der Automobilbauer weiter an. Was technisch nicht machbar ist, geht auf dem Etikett sehr wohl, wie z. B. 55/56 Ah oder 70/71/72/74 Ah.
Die LKW-Sparte zeigt sich in der Typenvielfalt recht bescheiden. Das alte Programm fundierte auf den historischen Garniturtypen 110/120/143/170/200 Ah mit den Abmessungen Länge: 514 mm, Breite: x (je nach Leistung), Höhe: 220–240 mm. Die Zellenanordnung erfolgt zweifach in Reihe zur Längsausdehnung. Die 110 Ah wird nicht mehr gebaut und die anderen 4 Typen wurden zu Hochstrombatterien in den gleichen Abmessungen weiterentwickelt und bilden heute den verschlankten Hauptstamm der LKW-Sparte mit den 3 Typen 140/180/220 Ah. Auch hier ist ein Leistungspielraum gegeben, wie z. B. in der Garnitur 200 Ah, die durch entsprechenden Ausbau als 220/225/230/240 Ah angeboten wird. Neben diesen Grundtypen gibt es noch einige unbedeutende Nebentypen, wie polvertauschte Batterien, Bodenleistenbefestigung oder der frühere NATO-Block. Insgesamt variiert die Typenvielfalt je nach Hersteller zwischen 15 und 25.
Der Pluspol von Starterbatterien ist oft mit einem Pluszeichen und der Farbe Rot gekennzeichnet, der Minuspol mit einem Minuszeichen und der Farbe Schwarz oder Blau. Um eine Verwechslung zu vermeiden, haben die Pole unterschiedliche Durchmesser. Der Minuspol ist bei den meisten Fahrzeugen als Massepol mit der Fahrzeugkarosserie elektrisch verbunden. Manche ältere englische und US-amerikanische Fahrzeuge verwenden jedoch den Pluspol als Fahrzeugmasse.

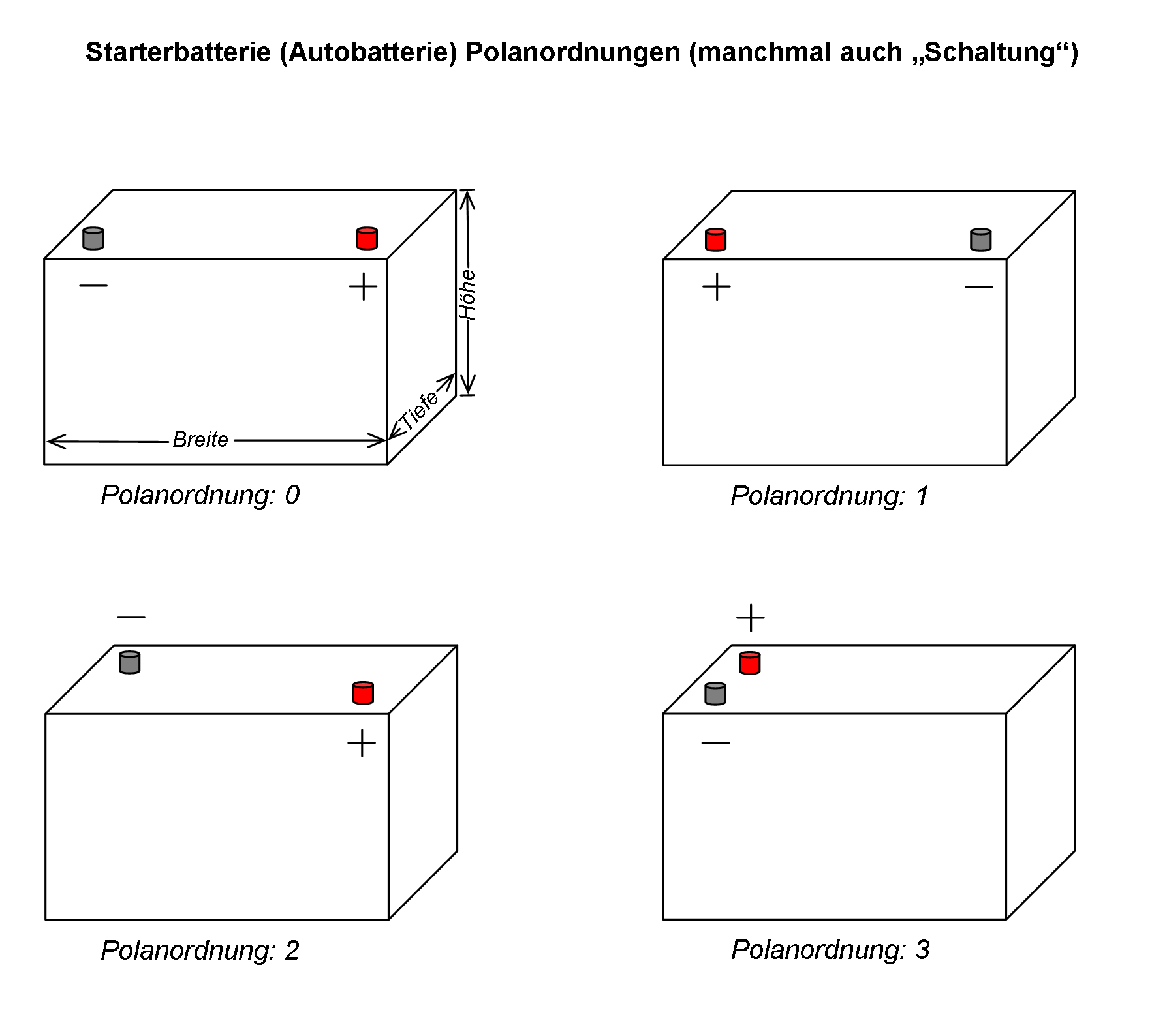
Unterschiedliche Anordnungen der Pole an einer Starterbatterie

Über die Polklemmen ist die Starterbatterie an das Bordnetz des Fahrzeugs angeschlossen. Ein falscher Anschluss (Verpolung) des Akkumulators kann schwere Schäden an der Fahrzeugelektrik zur Folge haben.
Die Lage von Plus- und Minuspol einer Starterbatterie ist modellabhängig. Die sogenannte Polanordnung beschreibt die Position der Batteriepole, wenn man eine Batterie von vorne betrachtet. In Deutschland wird zur Benennung der Polanordnung ein numerisches Schema angewandt. Für 12-Volt-Starterbatterien gilt:
| Polanordnung | Plus         | Minus        |
| ------------ | ------------ | ------------ |
| 0            | rechts vorne | links vorne  |
| 1            | links vorne  | rechts vorne |
| 2            | rechts vorne | links hinten |
| 3            | links hinten | links vorne  |
| 4            | links vorne  | links hinten |

## Probleme und Behandlungsmöglichkeiten
Die folgenden Abschnitte beziehen sich auf Bleiakkumulatoren, soweit nicht anders erwähnt.

### Säure und Schwermetall
Die Elektroden bestehen aus Blei bzw. Bleiverbindungen und sind deshalb giftig. Die als Elektrolyt enthaltene 37-prozentige Schwefelsäure ist stark ätzend. Zur Vermeidung des Kontakts der Säure mit der Haut ist Schutzausrüstung zu verwenden. Batteriesäure ist auf gesunder Haut ungefährlich. Rissige Haut oder Wunden führen zu einem stark brennender Schmerz. Säurespritzer sollten von der Haut umgehend mit Wasser abgewaschen werden. Unbedingt sind die Augen vor der Säure zu schützen. Gelangt sie trotzdem in die Augen, ist sofort mit viel Wasser zu spülen und das Aufsuchen eines Augenarztes ratsam. Säurespritzern auf Textilien hinterlassen häufig zunächst keine Verfärbungen. Nach einigen Stunden bilden sich jedoch bei vielen Textilien Löcher im Gewebe.
Um die Wiederverwendung des Bleis und die Entsorgung der enthaltenen Säure zu gewährleisten, wird in Deutschland beim Neukauf einer Batterie die alte Batterie vom Verkäufer zurückgenommen. Kann der Käufer sie nicht zurückgeben, muss ein Pfand in Höhe von 7,50 € hinterlegt werden. Dieser Betrag wird dann bei der Rückgabe der Altbatterie wieder ausgezahlt.

### Explosionsgefahr
Bei Überladung einer Zelle auf mehr als 2,6 Volt kommt es zu verstärkter elektrochemischer Zersetzung (Elektrolyse) des Elektrolyts. Dabei werden sowohl Sauerstoff als auch Wasserstoff als Gas freigesetzt, die zusammen das hochexplosive Knallgas bilden. In der Nähe von Akkumulatoren sind daher Funken, offenes Licht und heiße oder glühende Gegenstände zu vermeiden, sofern nicht eine gute Ventilation sichergestellt ist.

### Ladespannung und Ladestromstärke

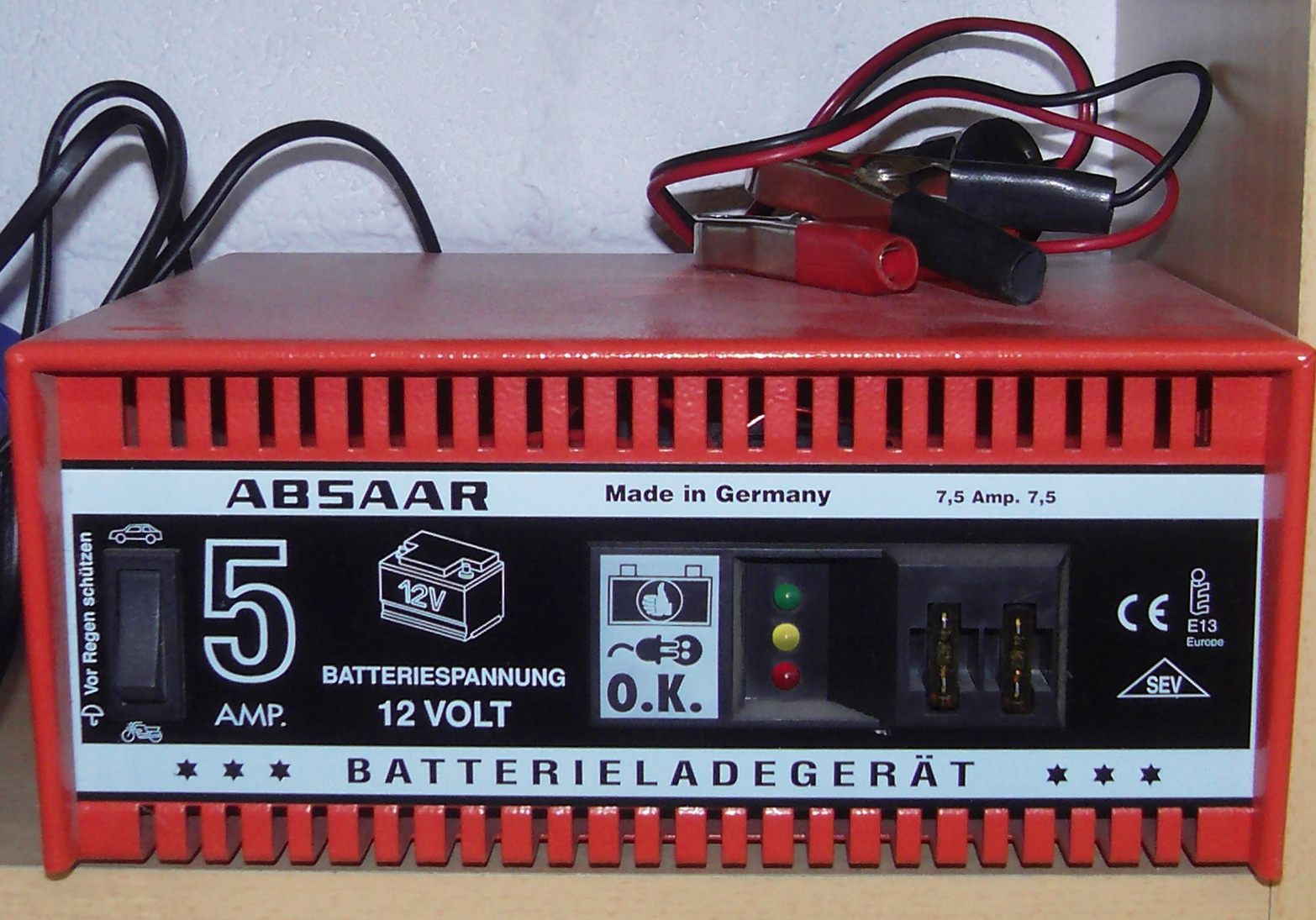
Automatik-Batterieladegerät für eine 12-V-Starterbatterie

Die wartungsfreie Ladeschlussspannung sollte bei einer Temperatur von 15 bis 25 °C für die 12 V-Starterbatterie je nach Batterietyp im Bereich von 14,8 V (AGM-Batterie), 14,4 V (Ausführung „Nass“ PbSb) bzw. 15,4 V (Ausführung „Nass“ PbCa) liegen. Der Ladestrom in Ampere sollte ein Zehntel der Akkukapazität in Amperestunden betragen (z. B. 4 A bei einem Akkumulator mit einer Kapazität von 40 Ah), um die Lebensdauer zu maximieren. Bei Schnellladung sollte der Ladestrom ein Drittel des Wertes der Kapazität nicht übersteigen. In Kraftfahrzeugen regelt der Lichtmaschinenregler auch die Ladeschlussspannung, was nach dem Start des Motors je nach Entladungszustand oft zu einem zunächst höheren Ladestrom führt.

### Überladung
Eine übermäßige Ausgasung von Sauerstoff und Wasserstoff tritt nur aus einem einzigen Grund auf: Die Ladespannung an den Klemmen ist zu hoch, z. B. aufgrund eines defekten Ladereglers oder einer falschen Einstellung am Ladegerät. Die Folge einer übermäßigen Ausgasung ist ein Wasserverlust und damit auch eine erhöhte Säuredichte. Der beim Überladen an der positiven Platte freiwerdende Sauerstoff führt zu einer schädlichen Oxidation des Bleigitters (Gitterkorrosion).

#### Gasungsspannung
Blei-Akkumulatoren mit Blei-Antimon-Gitter (PbSb) haben eine elektrochemisch vorgegebene Gasungsspannung von 2,39 V. Liegt die Ladespannung bei über 2,4 V (PbSb) pro Zelle (beim 12-Volt-Akkumulator ergeben sich zusammengenommen 14,4 V), beginnt die Gitterkorrosion, die sich durch die hörbare Bildung von Gasblasen im Akku bemerkbar macht.
Bei den heutigen Starterbatterien mit Blei-Kalzium-Gitter (PbCa) liegt die Gasungsspannung bei 2,6 V je Zelle, also zusammen 15,6 V bei einer 12 V Batterie.
Vollständig entladene, geschlossene Nass-Starterbatterien sollten über 24 Stunden mit einer Konstantspannung von 16 V geladen werden; dies verhindert eine schädliche Säureschichtung.
Ansulfatierte und durch monatelangen Kurzstreckenbetrieb unzureichend geladene, geschlossene Nassbatterien können mit einer Konstantspannung von 15,6 V über 24 bis 48 Stunden regeneriert werden.
AGM- und Gel-Batterien sind aber generell nicht über 14,8 V zu laden. Hier lässt sich eine Regenerierungsladung nur über einen Zeitraum von einer bis vier Wochen mit einer Konstantspannung von 14,8 V erreichen.

#### Entstehung und Folgen einer Überladung
Beim Laden wird zunächst das Bleisulfat und ein Teil des Wassers wieder in Blei (Minuselektrode), Bleidioxid (Pluselektrode) und Schwefelsäure (Elektrolyt) umgesetzt.
Wenn nach dem Verbrauch des verfügbaren Bleisulfates weiterhin ein Ladestrom fließt, wird an der negativen Elektrode Wasserstoff und an der positiven Elektrode Sauerstoff aus dem Wasser der Batterieflüssigkeit durch Elektrolyse freigesetzt. Bei Blei-Säure-Batterien entweichen diese Gase über die Entgasungsöffnungen der Zellen ins Freie, es wird also Knallgas freigesetzt. Bei AGM- und Gel-Batterien dagegen kann der an der positiven Elektrode freigesetzte Sauerstoff durch die Poren im Glasvlies bzw. Risse im Gel zur negativen Elektrode diffundieren, und dann mit den dort angelagerten Wasserstoff-Ionen (und vom Ladestrom gelieferten Elektronen) vollständig zu Wasser rekombinieren, sofern der Ladestrom nicht zu groß ist. Ein Teil des sehr reaktionsfreudigen Sauerstoffs reagiert mit dem Blei des positiven Gitters zu Bleidioxid (Gitterkorrosion). Das Volumen des positiven Gittermaterials vergrößert sich infolge der Gitterkorrosion, und die Festigkeit des Gitters lässt nach.
Die bis in die 1970er Jahre gebräuchlichen elektromechanischen Laderegler mit ungenauem Spannungsregler sowie ungeregelte oder zu starke Ladegeräte führten häufig zu einer Überladung und damit zu einem relativ schnellen Wasserverlust, der durch rechtzeitiges Nachfüllen mit destilliertem Wasser („Batteriewasser“) ausgeglichen werden musste.

#### Maßnahmen zum Vermeiden einer Überladung
Um eine Überladung zu verhindern, sollten Blei-Akkumulatoren nicht bis zur Vollladung mit hohen Strömen geladen werden. Ein Schnellladegerät sollte einen entladenen Bleiakku nur bis zu ca. 70 % der Kapazität mit vollem Ladestrom versorgen und dann auf einen geringeren Stromfluss umschalten. Ladegeräte sollten ebenso wie Kfz-Lichtmaschinenregler eine Spannungsbegrenzung besitzen, die die Ladespannung beim schnellen Laden bei 14,4 V (bzw. bis zu 14,8 V bei AGM-Akkumulatoren) und bei Dauerladung bei 13,8 V abregelt. Die Dauer- oder Erhaltungsladung wird beispielsweise bei Notstromaggregaten verwendet. Dabei wird die Zellenspannung auf 2,3 V bzw. 13,8 V beim 12-Volt-Akku begrenzt.

### Mangelladung
Eine Mangelladung ist die häufigste Ursache für einen frühzeitigen Verschleiß von Autobatterien. Eine Mangelladung liegt vor, wenn die Ruhespannung einer 12V-Starterbatterie unter ca. 12,5V absinkt (nach anderen Quellen: 12,4V).

#### Ursachen für eine Mangelladung
Moderne Fahrzeuge entnehmen der Batterie auch in der Standzeit Energie für den Standby-Betrieb von Steuergeräten, Uhr, Radio, elektronisch gesteuerte intelligente Einstiegs- & Startsysteme, permanent aktiv geschaltete elektrische Verbrauchsgeräte wie z. B. zur Marderabwehr usw.
Bei einem durchschnittlichen Ruhestromwert von 0,02 A verliert die Batterie schon ca. 0,5 Ah pro Tag, 3,4 Ah pro Woche und mindestens 15 Ah pro Monat bei Nichtbenutzung. Der tägliche Stromverbrauch durch den Ruhestrom ist damit größer als durch zwei Motor-Startvorgänge (ca. 2 × 0,1 Ah bei einem PKW). Ein Ruhestrom von maximal 0,04 A (Entladung um 30 Ah pro Monat) ist noch als normal anzusehen.
Bei seltenen Fahrten oder vorwiegend Kurzstreckenbetrieb reicht die monatlich angesammelte Fahrzeit oft nicht aus, um den Ladungsverlust durch die Startvorgänge und den Ruhestromverbrauch allein mit der Aufladung durch die Lichtmaschine vollständig auszugleichen. Damit kommt es dann zu einer sukzessive anwachsenden Mangelladung.
Bisher unbemerkte Defekte in der Fahrzeugelektrik können auch zu einem übermäßigen Stromverbrauch während Standzeiten führen. Infolge eines Fehlers im Ladesystem kann eine zu geringe Aufladung während der Fahrten auftreten, z. B. bei korrodierten Leitungen/Kontakten, verschlissenen Schleifkohlen, defektem Laderegler, Defekt auf der Diodenplatte oder bei einem rutschenden Lichtmaschinen-Antriebsriemen.
Im Winter, wenn die Leistungsfähigkeit der Akkumulatoren durch niedrige Temperaturen ohnehin eingeschränkt ist, werden oft zusätzliche Verbraucher wie Sitz- und Scheibenheizung genutzt und es wird häufiger mit Licht gefahren. Außerdem sinkt die Fähigkeit der Batterie zur Ladungsaufnahme bei niedrigen Temperaturen. Bei einer zu kurzen Fahrtzeit erreicht die Starterbatterie dann nicht mehr den Vollladezustand durch das Aufladen mit der Lichtmaschine.

#### Folgen einer Mangelladung und Vorbeugung
Wie alle Bleiakkus erleiden auch Starterbatterien bei einem zu geringem Ladezustand schon in kurzer Zeit einen bleibenden Kapazitäts- und Leistungsverlust durch Sulfatierung. Je länger die Batterie in einem zu geringen Ladezustand verbleibt, und je niedriger der Ladezustand ist, umso mehr schreitet die Sulfatierung voran.
Alle Starterbatterien sollten daher bei Unterschreiten von 12,5 V Ruhespannung unverzüglich wieder vollständig zu 100 % aufgeladen werden. Ein nur teilweises Nachladen reicht nicht aus, denn der verbleibende Rest Bleisulfat in der Batterie würde dann weiterhin in die harte, unlösliche Form umkristallisieren. Da Autobatterien nicht schnellladefähig sind, kann das Aufladen je nach Ladezustand viele Stunden dauern. Aus Kosten- und Umweltschutzgründen ist hierfür ein externes netzbetriebenes Ladegerät sinnvoller als eine mehrstündige Fahrt.

### Tiefentladung
Unterhalb von ca. 12,0 Volt Ruhespannung ist eine Starterbatterie bereits als tiefentladen anzusehen. Eine Tiefentladung kann durch einen Defekt in der Fahrzeug-Elektrik erfolgen., z. B. wenn durch einen defekten Tür- oder Haubenkontaktschalter auch bei abgeschlossenem Fahrzeug die Motorsteuergeräte nicht vollständig in den Ruhezustand herunterfahren. Auch wenn bei einem parkenden Fahrzeug das versehentlich nicht ausgeschaltete Standlicht (oder ein anderer Verbraucher, z. B. ein im Zigarettenanzünder vergessener Handy-Ladeadapter) Strom verbraucht, wird die Batterie in kurzer Zeit übermäßig tief entladen. In solchen Fällen muss zunächst durch den Anschluss eines geeigneten Batterieladegeräts ein ausreichend hoher Ladestand wiederhergestellt werden. Alternativ kann bei Bleiakkus auch Starthilfe geleistet werden, indem eine zweite Batterie angeschlossen wird, etwa indem ein Überbrückungskabel (Starthilfekabel) vom Motorraum eines zweiten Fahrzeugs aus verlegt wird.

#### Starthilfe
Bei der Starthilfe durch Parallelschaltung einer geladenen Starterbatterie dürfen keinesfalls Plus- und Minus-Pole über Kreuz verbunden werden, da dies einen Kurzschluss im verwendeten Überbrückungskabel zur Folge hätte. Es wird zudem empfohlen, den Minuspol der unterstützenden Batterie an den Motorblock oder einen von der Fahrzeugbatterie entfernteren Punkt der Karosserie anzuschließen, um Ausgleichsströme zwischen den Batterien zu verringern.

Um zu verhindern, dass es beim Akkuwechsel und Hantieren mit Werkzeug zu einem Kurzschluss und Funkenflug gegen Fahrzeugmasse kommt, sollte der Minuspol stets zuerst ab- und als letztes wieder angeklemmt werden. Der Pluspol ist oft abgedeckt, um einen Kurzschluss bei Verkehrsunfällen und Fehlbedienung zu verhindern.

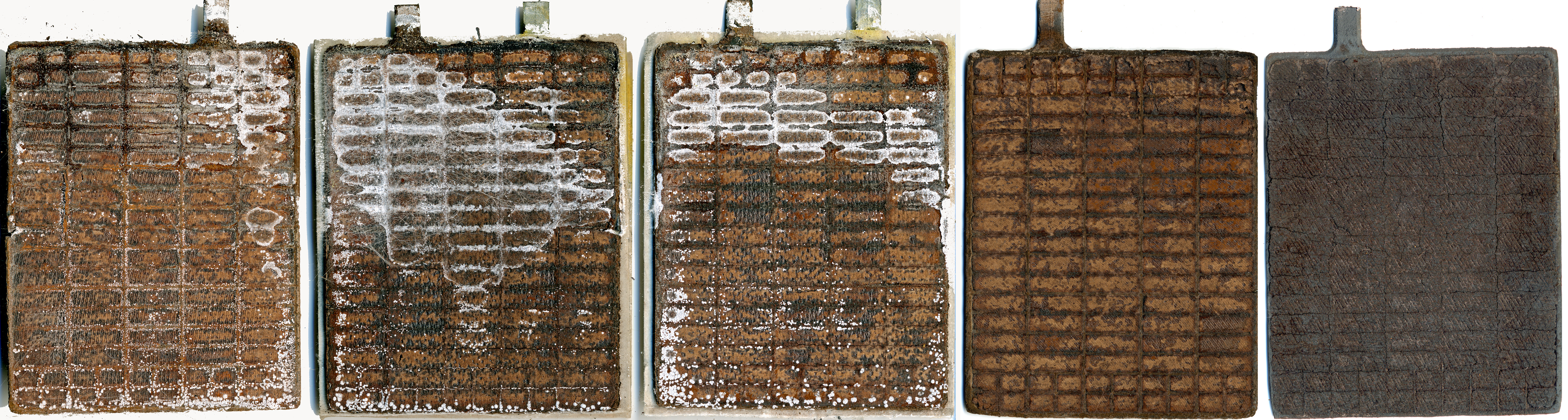
Sulfatierung der Plusplatte einer Bleibatterie, weißes, grobkristallines Sulfat (1.–3. v. l.). Ungeladene intakte Plusplatte, normales feinkristallines Sulfat (4. v. l.) und geladene intakte Plusplatte, Bleidioxyd (5. v. l.) - Farbunterschied!

### Sulfatierung
Durch den normalen Entladevorgang bildet sich an beiden Platten Bleisulfat in Form von winzigen Kristallen, deren große Oberfläche einen schnellen Ladevorgang ermöglicht. Wenn der Akkumulator längere Zeit im teil- oder ganz entladendem Zustand (bei geringer Spannung) ruht, wachsen die anfangs kleinen zu größeren und harten Kristallen zusammen. Durch die geringere Oberfläche der wenigen großen Kristalle verringert sich die Kapazität dauerhaft. Man spricht von „grobkristalliner Sulfatierung“, die schließlich zum Totalausfall des Akkumulators führt.

### Schlammbildung und Gitterkorrosion

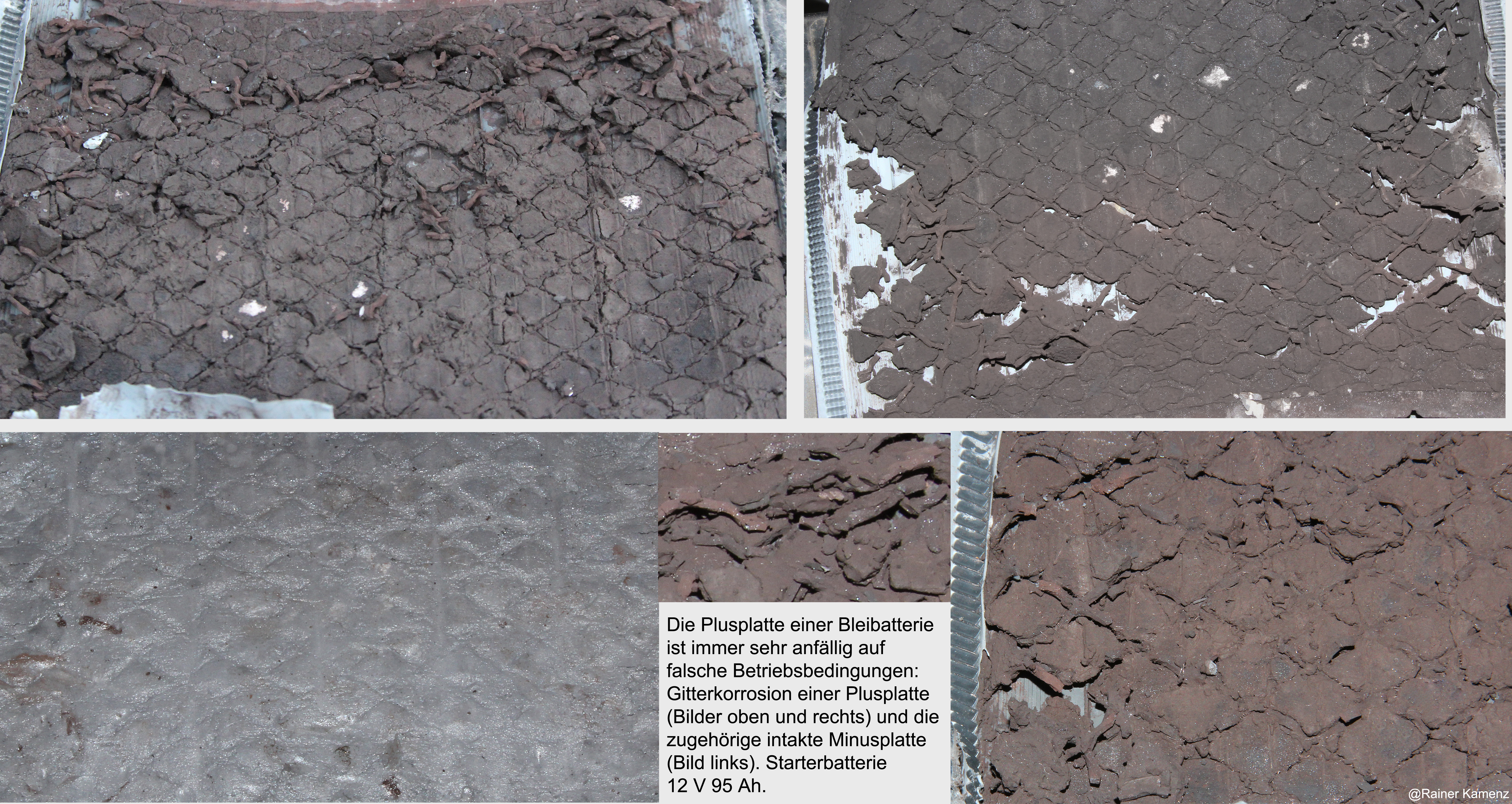
Gitterkorrosion einer Blei-Starterbatterie

Die Entlade- und Ladevorgänge während des Betriebs sorgen für eine Umwandlung des Aktivmaterials auf den Polplatten aus Blei bzw. Bleidioxid in Bleisulfat und wieder zurück. Bleisulfat benötigt ca. das doppelte Volumen von Blei bzw. nicht ganz das doppelte Volumen von Bleidioxid. Die wiederholten Volumenveränderungen des Aktivmaterials beim Laden und Entladen führen zu einer allmählichen Lockerung der Bleiplatten, zur Bildung eines Bodensatzes (Bleischlamm) durch gelockerte und dadurch herausgelöste Körnchen, und damit zu einem zunehmenden Kapazitätsverlust. Dies wird auch als Verschlammung der Zellen bezeichnet. Am Boden von Starterbatterien mit flüssigem Elektrolyten waren früher Mulden zum Sammeln des „Schlamms“ vorgesehen. Wenn der Bodensatz schließlich die Unterkante der Platten (Elektroden) erreichte, entstand ein Zellenschluss zwischen den Elektroden. Heute verhindern Taschenseparatoren, mit denen immer abwechselnd eine Platte (entweder Plus oder Minus) vollständig umschlossen ist, das Ausschlammen. Moderne Batterien haben keinen Schlammraum mehr, die Elektroden stehen direkt auf dem Boden des Gehäuses. Ferner tritt im Laufe der Nutzungsdauer eine fortschreitende Umwandlung der positiven Bleigitter in Bleidioxid auf. Diese sogenannte Gitterkorrosion kann zu Unterbrechungen der Stromableiter und damit zum Zellenausfall führen.

### Standschaden
Wird ein Fahrzeug über 3 Monate oder länger nicht benutzt, ist ein Standschaden durch einen unter 10,8 Volt Ruhespannung tiefentladenen Akkumulator möglich. Der zu niedrige Ladezustand führt zu einer Sulfatierung und/oder Schlammbildung in der Batterie. Standschäden treten typischerweise bei saisonal benutzten Fahrzeugen wie Zweirädern, Wohnmobilen, Motorbooten, Schneemobilen etc. auf.

### Zu geringer Säurestand
Bei den bis in die frühen 1990er Jahre üblichen Starterbatterien mit (PbSb)-Gittern war es erforderlich, regelmäßig etwa alle 3 bis 6 Monate den Flüssigkeitsstand der Zellen zu überprüfen und ggf. destilliertes Wasser nachzufüllen. Sofern sich der Flüssigkeitsstand von außen durch das Gehäusematerial erkennen lässt, sollte dieser auch bei wartungsfreien Akkumulatoren gelegentlich überprüft werden.
Die Flüssigkeit sollte etwa 10 mm über dem oberen Plattenrand stehen. Bedeckt die Säure die Platten nicht mehr, nimmt die trockengefallene Zone Schaden. Zum Nachfüllen darf nur demineralisiertes oder destilliertes Wasser benutzt werden.
Bei aktuellen, wartungsfreien Nass-Akkumulatoren können die Zellendeckel nicht mehr ohne weiteres entfernt werden und meist ist es auch kaum möglich, sie wieder fest zu verschließen.
Bei AGM-Batterien ist die gesamte Füllmenge der Batteriesäure im Glasfaservlies zwischen den Polplatten vollständig gebunden. Oberhalb und unterhalb der Polplatten gibt es daher keinen Flüssigkeitspegel, den man überprüfen könnte. Erfolgt dennoch ein gewaltsames Öffnen von AGM-Batterien, z. B. durch Aufbohren, dann führt dies durch die Zufuhr von Luftsauerstoff zu einer sofortigen Zerstörung des chemischen Gleichgewichts des internen Sauerstoff-Kreislaufs, und damit zu einem irreversiblen Kapazitäts- und Leistungsverlust.

### Temperaturabhängigkeit der Kapazität
Je tiefer eine (Starter-)Batterie abgekühlt ist, desto höher ist ihr Ausgangswiderstand (Innenwiderstand). Durch den erhöhten elektrischen Widerstand nimmt der Spannungsabfall bei gleicher Last zu, so dass sich die nutzbare Kapazität verringert.
Bei −18 °C steht weniger als die Hälfte der normalen Kapazität zur Verfügung. Bei Extremtemperaturen wird empfohlen, den Akkumulator auszubauen und über Nacht in einem beheizten Raum zu lagern.
Da das Anlassen des Motors unter anderem aufgrund des zäheren Motoröls im Winter mehr Leistung erfordert, sollten ältere Batterien vor Eintritt des Winters darauf überprüft werden, ob die verbleibende Kapazität noch für das Starten bei tiefen Minusgraden ausreicht. Bei älteren Batterien waren die einzelnen Zellen nach dem Abschrauben eines Stopfens zugänglich, um die Säuredichte mit einem Säureheber zu prüfen und gegebenenfalls destilliertes Wasser nachzufüllen.
Bei geschlossenen Akkus mit Nasszellen lässt sich die noch vorhandene Kapazität anhand der Ruhespannung der Starterbatterie abschätzen. Sie sollte bei einem gut geladenen Akku einige Stunden nach Abschluss des Ladevorgangs noch mehr als 12,7 V betragen.

### Blei-Antimon- vs. Blei-Calcium-Starterbatterie

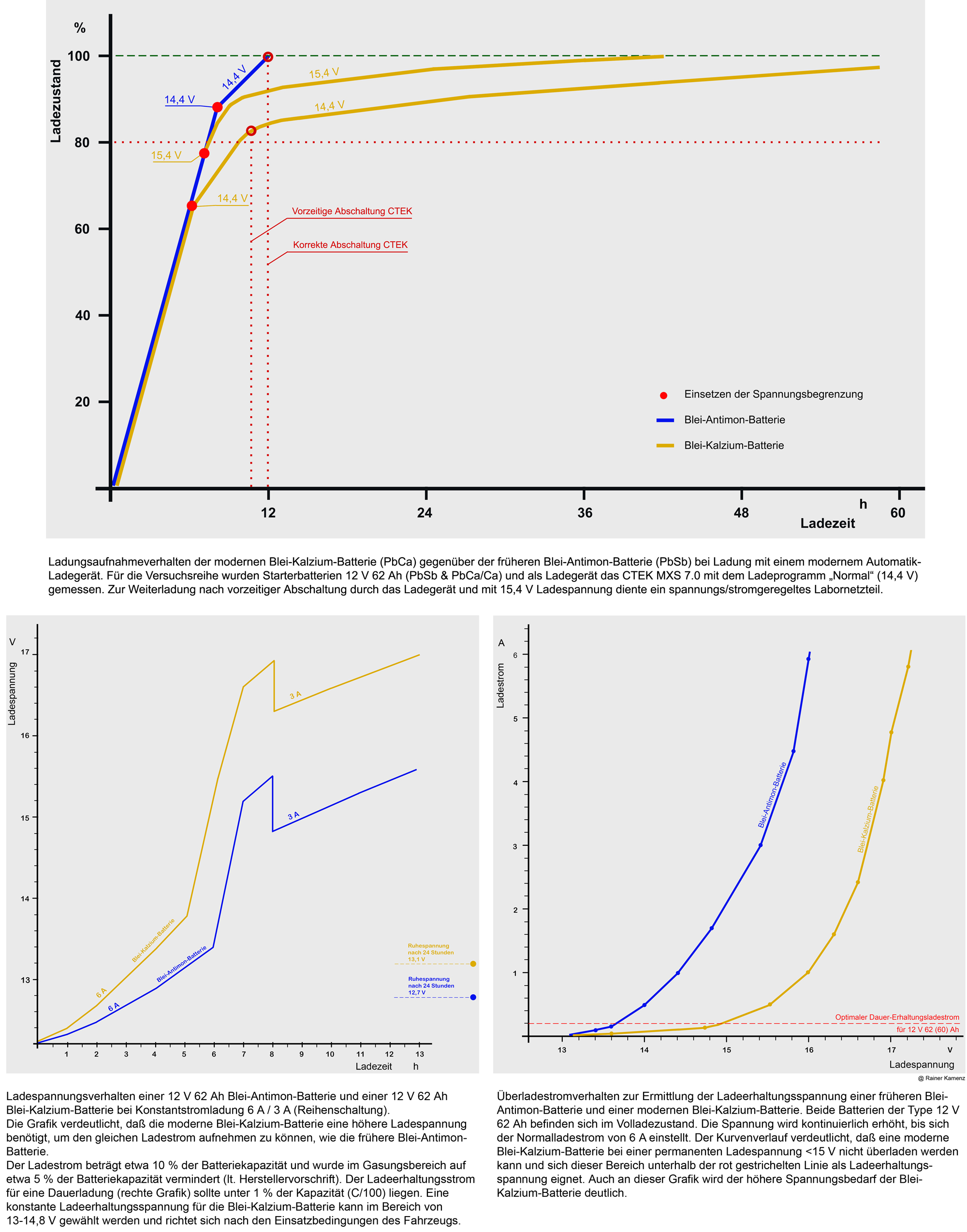
Ladeverhalten Blei-Antimon-Starterbatterie vs. Blei-Calcium-Starterbatterie

Die relativ unbeachtete Umstellung von Blei-Antimon- auf Blei-Calcium-Starterbatterien seit 1996 in der Erstausrüstung und zehn Jahre später im Ersatzgeschäft (Ersatzteilhandel) hat zu gewissen Schwierigkeiten in der Nutzung geführt. Auf die veränderten Eigenschaften der neuen Batterieform und die um 1 V höhere Ladespannung haben die Automobilhersteller nur bedingt und die Hersteller von Ladegeräten bislang (2020) gar nicht reagiert.
Selbst bei Neufahrzeugen wurde größtenteils an der für Blei-Antimonbatterien angemessenen Bordnetzspannung von 14–14,2 V festgehalten. Diese für Blei-Calcium-Batterien zu geringe Ladespannung führt zu einem verminderten Ladestrom und einer dementsprechend verlängerten Ladezeit im Fahrzeug. Kurzstrecken- und Wenigfahrer werden so noch häufiger von entladenen Starterbatterien betroffen und die typische Lebensdauer der neuen Batteriegeneration von 6–10 Jahren kann sich aufgrund unzureichender Ladung und dadurch einsetzender Sulfatierung auf 2–6 Jahre verkürzen.
Die in Neufahrzeugen vermehrt eingesetzten Batterie-Management-Systeme (BMS) können dem gegensteuern. Sie kontrollieren ständig den Ladezustand der Batterie und sollten eine teilentladene Batterie mit 15,4 V laden und bei vollgeladener Batterie 13,6 V im Bordnetz zur Verfügung stellen.
|                                                 | Ausführung „Nass“ | Ausführung „AGM“ | Frühere Blei-Antimon-Batterie |
| ----------------------------------------------- | ----------------- | ---------------- | ----------------------------- |
| Leerlaufspannung bei Vollladung (Ruhespannung)  | 12,7 V            | 12,9 V           | 12,7 V                        |
| Pufferspannung gegen Selbstentladung            | 13 V              | 13 V             | 13 V                          |
| Erhaltungsladung                                | 13–14,8 V         | 13–14,8 V        | 13–13,6 V                     |
| Betriebsspannung im Fahrzeugbetrieb             | 14,8–15,4 V       | 14,8 V           | 14–14,4 V                     |
| Nachladung mit Ladegerät (geschlossenes System) | 15,4 V            | 14,8 V           | 14,4 V                        |
| Nachladung mit Ladegerät (offenes System)       | 17 V              | /                | 16 V                          |

## Wartung, Pflege und Prüfung

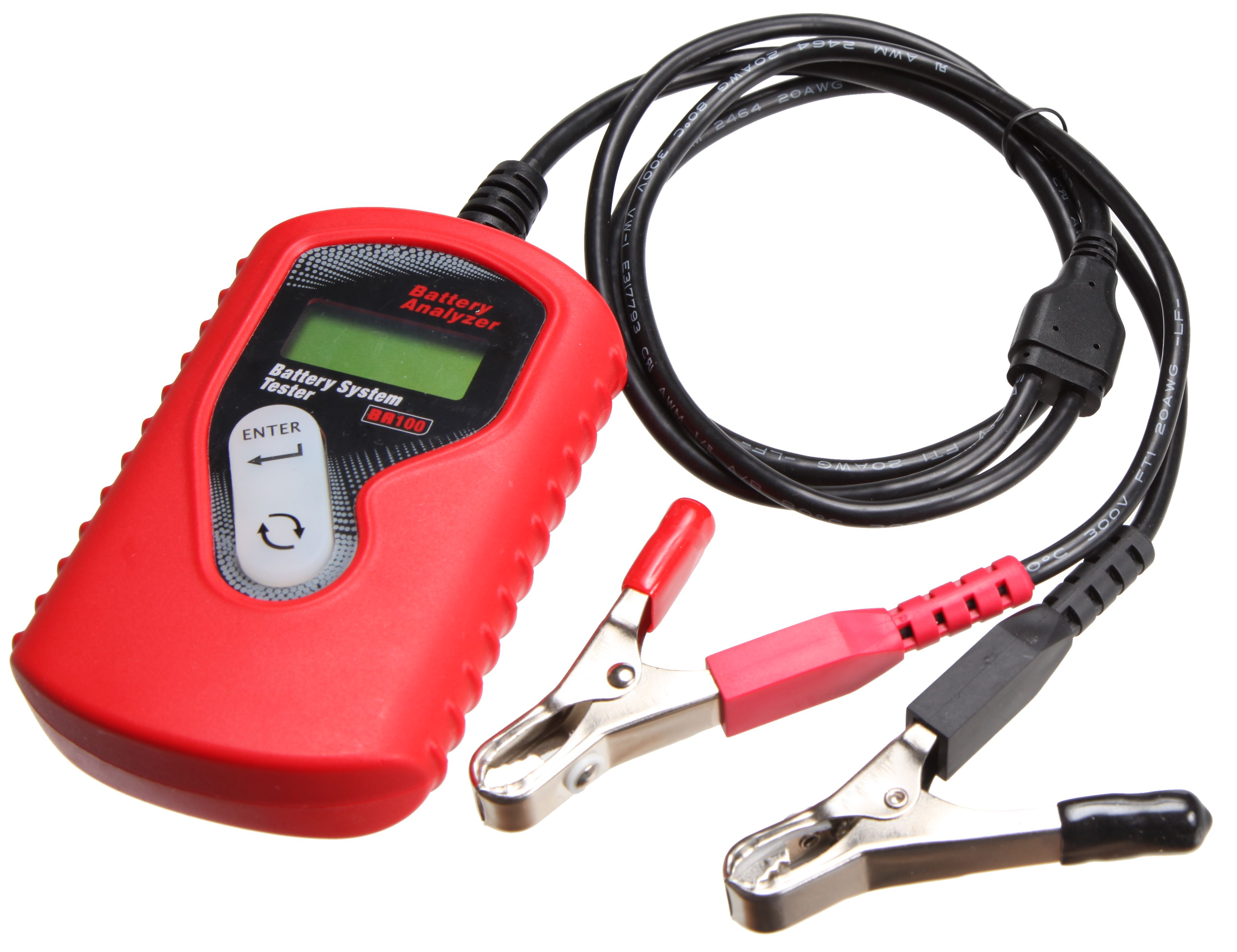
Batterietester zum einfachen Prüfen von Startbatterien im ein- und ausgebauten Zustand. Bewertung von Innenwiderstand, aktueller Ladespannung in Volt, Ladezustand in Prozent und maximal möglicher (Kalt-)Startstrom (CCA/CA) in Ampere.

Moderne Starterbatterien sind bei richtiger Nutzung über ihre gesamte Lebensdauer (6–10 Jahre) wartungsfrei. Das setzt voraus, dass sie sich überwiegend in einem Ladezustand von über 90 % befinden. Sinkt der Ladezustand auf 80 % sollte zeitnah nachgeladen werden, unterhalb 80 % ist sofort nachzuladen.
„Je niedriger der Ladezustand und je länger der Zeitraum ungenügender Ladung, um so niedriger die Startleistung und um so größer die Wahrscheinlichkeit der Schädigung der Batterie.“
Fahrstrecken von täglich über 50 km erhalten den vollen Ladezustand. Kurzstreckenfahrer und Wenigfahrer mit weniger als 50 km im Monat müssen zusätzlich nachladen um die volle Lebensdauer der Batterie zu erhalten. Der Ladezustand wird zusätzlich von der Lichtmaschinenspannung, zusätzlichen Verbrauchern und die Außentemperatur beeinflusst. Im Leerlauf des Motors erfolgt in der Regel keine Nachladung der Batterie. Scheinwerfer und Sitzheizung sollten darum nur während der Fahrt genutzt werden. Auch eine längere Nutzung des Innenraumlichts und des Radios im Stand verringert die Batterieladung.
Die Lichtmaschinenspannung im Fahrzeug sollte 14,8 V nicht unterschreiten. Manche Batterie-Management-Systeme (BMS) laden bis 15,4 V (bei AGM-Batterien nur bis 14,8 V).

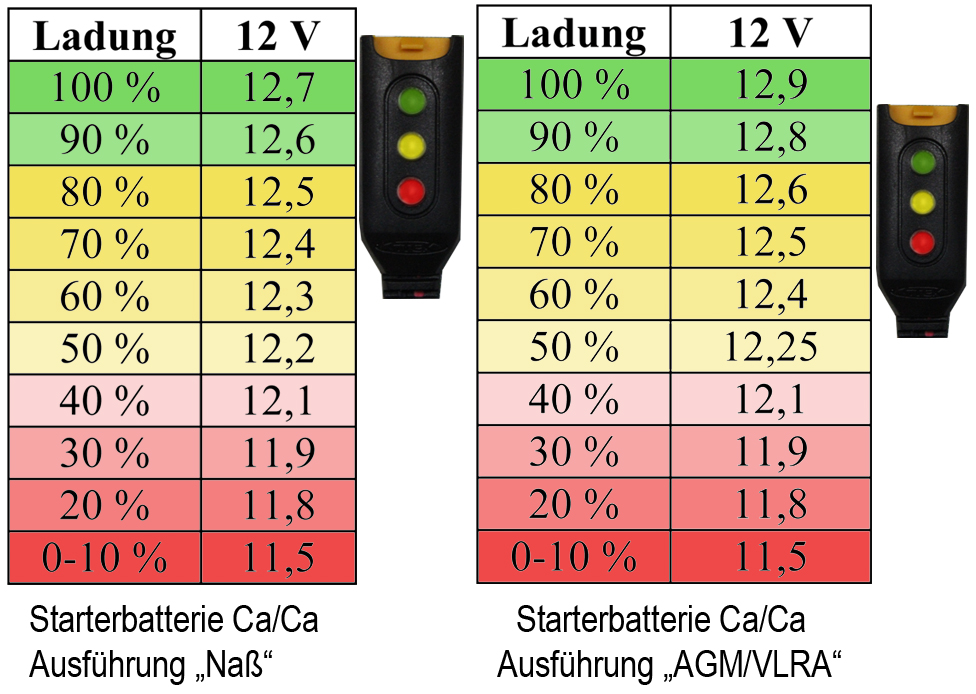
Ladezustand einer Starterbatterie anhand der Ruhespannung und Funktion des „CTEK Indikator“

Werden überwiegend Kurzstrecken von weniger als 5 km gefahren, empfiehlt es sich, die Batterie gelegentlich durch ein externes Ladegerät nachzuladen. Falls möglich sollten 14,8 V Ladespannung gewählt werden.
Sinnvoll ist der Einbau einer Ruhespannungsanzeige für die Batterie. Anhand der Ruhespannung (Leerlaufspannung) der Batterie, die sich nach einigen Stunden Nichtbenutzung einstellt, kann der ungefähre Ladezustand abgeschätzt werden. Der CTEK-Indikator zeigt bei einer Starterbatterie in der Ausführung „Nass“ korrekt den einzuhaltenden Ladezustand an (Rot = unbedingt nachladen). Die Anzeige sollte abgelesen werden, bevor das Fahrzeug aufgeschlossen wird. Beim Öffnen der Fahrzeugtür schalten sich Verbraucher wie die Innenbeleuchtung an, was die Spannungsanzeige verfälscht. Das Messen der Säuredichte, die eine sehr gute Aussage über den Ladezustand zulässt, ist meist nicht mehr möglich, da heutige Batterien überwiegend verschlossen sind.
Wird eine wartungsfreie Blei-Säure-Batterie unter einen Ladezustand von 50 % entladen, dann entsteht beim erneuten Laden eine schädliche Säureschichtung (fast gar nicht bei Gel-Batterien, bei AGM-Batterien in etwas geringerem Ausmaß). Denn gravitationsbedingt sammelt sich dabei im unteren Bereich der Batterie dichtere, also höher konzentrierte Säure > 1,28 g/cm³ an, im oberen Bereich hingegen dünnere Säure < 1,15 g/cm³. Automatikladegeräte können die Batterie dann zwar startfähig laden, die entstandene Säureschichtung aber nicht beseitigen. Die Säureschichtung führt nicht nur zu verfälschten Anzeigen von Ladezustand bzw. Ruhespannung (zu hoch), sondern auch zu einer ungenügenden Ladung und damit zu Schäden an der Batterie. Wenn die Ruhespannung einer 12-V-Startbatterie über 13,0 V beträgt, liegt als Ursache dafür mit Sicherheit eine Säureschichtung vor. Statt einem Automatikladegerät muss ein ungeregeltes Ladegerät verwendet werden und die Batterie ist 24 Stunden lang mit 16 V zu laden. Bei dieser Spannung erreicht sie eine geringe Gasung, die die Säureschichtung beseitigt. Sicherheitshalber sollte dazu die Batterie vom Bordnetz des Fahrzeugs getrennt werden. Ein anderer, sehr zeitaufwendiger Weg ist eine Wartungsladung mit konstanter Spannung von 14,8 V über 3-4 Wochen. Dazu kann die Batterie im Fahrzeug verbleiben, muss aber nach jeder Fahrt immer wieder an das Ladegerät. Da alle Automatikladegeräte immer noch auf die frühere Blei-Antimonbatterie mit ihren niedrigeren Spannungswerten abgestimmt sind, ist kaum ein Gerät zu bekommen, das permanent und ohne Zeitunterbrechung mit 14,8 V lädt. Da eine AGM-Batterie nicht über 14,8 V geladen werden sollte, ist die Wartungsladung mit 14,8 V über 4 Wochen der einzige Weg diese Batterietype wieder vollständig aufzuladen und zu regenerieren.
- Vor dem Winter sollte bei Nasszellen eine Kontrolle des Flüssigkeitsstandes (bzw. Elektrolyten) stattfinden. Ist er zu tief, muss der Akkumulator mit demineralisiertem Wasser bis zur Markierung aufgefüllt werden. Seit den 2000er Jahren haben sich wartungsfreie Akkumulatoren durchgesetzt, deren Zellen nicht mehr zu öffnen sind und deren Elektrolyt somit auch nicht nachgefüllt werden kann. Diese Akkumulatoren sind so konstruiert, dass die Zersetzung des Elektrolyten in Wasserstoff und Sauerstoff minimiert wird. Unreines Wasser, dazu zählt in diesem Fall auch Leitungs- und Mineralwasser, würde den Akkumulator innerhalb kurzer Zeit unbrauchbar machen (Korrosion der Elektroden). Schlecht arbeitende Spannungsregler der Lichtmaschine begünstigen die Zersetzung des Wassers und erfordern einen höheren Wartungsaufwand.
- Überprüfung des Reglers durch eine Fachwerkstatt auf Ladespannung und Ladestrom. Die Ladespannung muss mindestens 14,4 V betragen und soll 15,4 V (Nasszellen) und 14,8 V (AGM) nicht überschreiten. Bei zu hoher Ladespannung verlieren auch an sich wartungsfreie Akkumulatoren schnell zu viel Wasser, was sich negativ auf ihre Lebensdauer auswirkt. Liegt die Spannung darunter, wird der Akkumulator nicht komplett geladen, was folgende Startvorgänge erschwert und die Lebensdauer verkürzt.
- Ladegeräte sollten im oberen Ladebereich mit mindestens 14,8 V arbeiten, und der Ladestrom sollte bei ungeregelten Ladegeräten höchstens ein Zehntel der Kapazität des Akkumulators, geteilt durch 1 h, betragen. Bei tiefentladenem Akkumulator ist bis ca. 70 Prozent der Vollladung eine Schnellladung mit hohen Strömen möglich, doch darf auch dabei die Spannung nicht über 14,4 V betragen.
- Nach dem Laden sollte der Akkumulator geprüft werden. Dabei ist u. a. die Säuredichte bei Vollladung zu beachten. Im Handel werden verschiedene Systeme angeboten. So kann die Säuredichte mittels Aräometers, auch als Spindel, Säureheber oder mit Bezeichnungen wie als Magisches Auge[16] bezeichnet, bestimmt werden, alternativ mittels Refraktometers.

|               | Ladezustand Nass-Batterie |                               |
| Säure- dichte | Klemmen- spannung         | Ungefährer Ladezustand        |
| ------------- | ------------------------- | ----------------------------- |
| 1,28 g/cm³    | ca. 12,70 V               | voll geladen (100 %)          |
| 1,26 g/cm³    | ca. 12,60 V               | normal geladen (090 %)        |
| 1,24 g/cm³    | ca. 12,50 V               | schwach geladen (080 %)       |
| 1,18 g/cm³    | ca. 12,20 V               | normal entladen (050 %)       |
| 1,10 g/cm³    | ca. 11,80 V               | ent- und tiefentladen (010 %) |

### Ladezustand und Ruhespannung
Eine Besonderheit aller Blei-Akku-Typen im Vergleich zu anderen Akku-Technologien (z. B. NiCd, NiMh, LiCoO2, LiFePO4 etc.) ist, dass ein Teil des Elektrolyten beim Laden und Entladen direkt an der stromliefernden chemischen Reaktion beteiligt ist. Zwangsläufig verringert sich dadurch die Konzentration der Schwefelsäure während der Entladung und steigt beim Aufladen wieder an.
Als Beispiel sei hier die Dichte einer geschlossenen Blei-Säure/Nass-Batterie mit einer Säuredichte von 1,28 g/cm³ bei Vollladung angenommen: Bei vollständiger Entladung ist die Dichte auf 1,1 g/cm³ abgesunken, bei 1,18 g/cm³ ist der Akku nur noch halb geladen. Wer mit einem Aräometer arbeitet, erhält einen guten Überblick über den Ladezustand, muss aber die Zellen öffnen und eine Probe des Elektrolyten ansaugen. Das ist nur bei ausreichender Erfahrung zu empfehlen.
Bei flüssig gefüllten Blei-Säure-Starter-Batterien ist eine Säuredichte von 1,24 bis 1,28 g/cm³ bei Voll-Ladung üblich, da in diesem Bereich die elektrische Leitfähigkeit am größten und damit die Startstrom-Leistung am höchsten ist. Für AGM-Batterien der 2. Generation (AGM-2) wurde eine etwas höhere Säuredichte von 1,30 bis 1,32 g/cm³ für eine verbesserte Zyklenfestigkeit gewählt. Gleichzeitig ist der Gefrierpunkt der Batterieflüssigkeit in diesen Bereichen der Säuredichte am niedrigsten (um ca. −60 °C bis −70 °C). Die Ruhespannung eines Blei-Akkus wiederum resultiert gemäß der Nernst-Gleichung (temperaturabhängig) aus der Säuredichte. Dies ermöglicht eine näherungsweise Bestimmung der Schwefelsäurekonzentration und somit des Ladezustandes durch eine Spannungsmessung.
Bei den heute üblichen, wartungsfreien Starterbatterien mit nicht mehr von außen zugänglicher Batterieflüssigkeit ist die Messung der Ruhespannung oft auch die einzige Möglichkeit, den Ladezustand zu bestimmen. Diese Methode ergibt jedoch z. B. bei einem durch eine Tiefentladung vorgeschädigten Akku durch die dadurch evtl. verursachte Säureschichtung unzuverlässige (i. d. R. zu hohe) Werte.
Für die praktische Anwendung kann laut der Fachliteratur „bei normaler Umgebungstemperatur“ eine Näherungsgleichung benutzt werden:
Zellspannung = 0,84 + (Säuredichte in g/cm³)
Für eine aus 6 Zellen bestehenden Kfz-Starterbatterie ergibt sich somit:
Ruhespannung = 6 × (0,84 + (Säuredichte in g/cm³))
Zu beachten ist, dass diese Messung erst durchgeführt werden kann, wenn sich der Akkumulator beruhigt hat, d. h. etwa 4 Stunden nach der letzten Ladung/Fahrt/Entladung.
Die Spannung sollte nicht unter 12,5 V absinken, das sind ca. 80 % der vollen Ladung. Bei 12,2 V ist ein PbCa-Akkumulator ca. halb geladen, bei 11,5 V ist er entladen. Sollte er noch weiter entladen werden, kann er nur bei sofortiger Aufladung seine ursprüngliche Kapazität wieder erreichen.
Das Verfahren ergibt nur dann eine halbwegs verwertbare Angabe, wenn die Batterie nicht hochohmig geworden ist. Einen hochohmigen Akkumulator erkennt man daran, dass er beim Laden sehr schnell „voll“ ist, die Spannung aber sofort, auch bei Entnahme kleiner Ströme, wieder zusammenbricht. Ist die Starterbatterie dagegen noch in Ordnung, sollte sie auch problemlos und ohne dass dabei die Spannung zu stark einbricht für ein paar Sekunden das ungefähr Dreifache ihrer Nennkapazität/1h an Strom liefern können.

### Lagerung und Selbstentladung
Die chemisch bedinge Selbstentladung beträgt bei neuen, unbenutzten wartungsfreien Bleiakkus ca. 1-3% pro Monat (bei normaler Raumtemperatur). Eine voll geladene, unbenutzte, wartungsfreie Starterbatterie (PbCa) kann nach Angaben der Hersteller ca. 12–15 Monate gelagert werden, bevor eine Nachladung zwingend erforderlich wird. Bei bereits in Gebrauch befindlichen Batterien steigt die Selbstentladung alterungsabhängig (aufgrund von während des Ladens/Entladens entstehenden Substanzen) auf ca. 6 % bis 10 % pro Monat an. Die Ruhespannung eines 12-Volt-Blei-Akkumulators sollte generell über einen längeren Zeitraum nicht unter 12,5 V abfallen. Denn bei einem niedrigen Ladezustand nimmt das Ausmaß der schädlichen Sulfatierung mit jedem Tag Standzeit enorm zu. Alle Typen von Blei-Akkumulatoren sollten daher nicht ohne ausreichenden Ladezustand über längere Zeit stehengelassen werden. Muss ein Blei-Akkumulator doch einmal längere Zeit unbenutzt gelagert werden, sollte er zuvor von allen Verbraucherstromkreisen getrennt und zu 100 % voll geladen werden. Ältere Starterbatterien mit Antimon-legierten Gittern (PbSb) hatten eine wesentlich höhere Selbstentladung und mussten nach spätestens 3 Monaten nachgeladen werden.
Bei längerer Nichtbenutzung kann auch eine sogenannte Erhaltungsladung mit einer Spannung von 13–13,4 V erfolgen, bei der sich ein geringer Ladestrom einstellt, der nur die Selbstentladung kompensiert. Ein zu hoher Erhaltungs-Ladestrom birgt allerdings die Gefahr einer Schädigung der Batterie durch Gitterkorrosion.

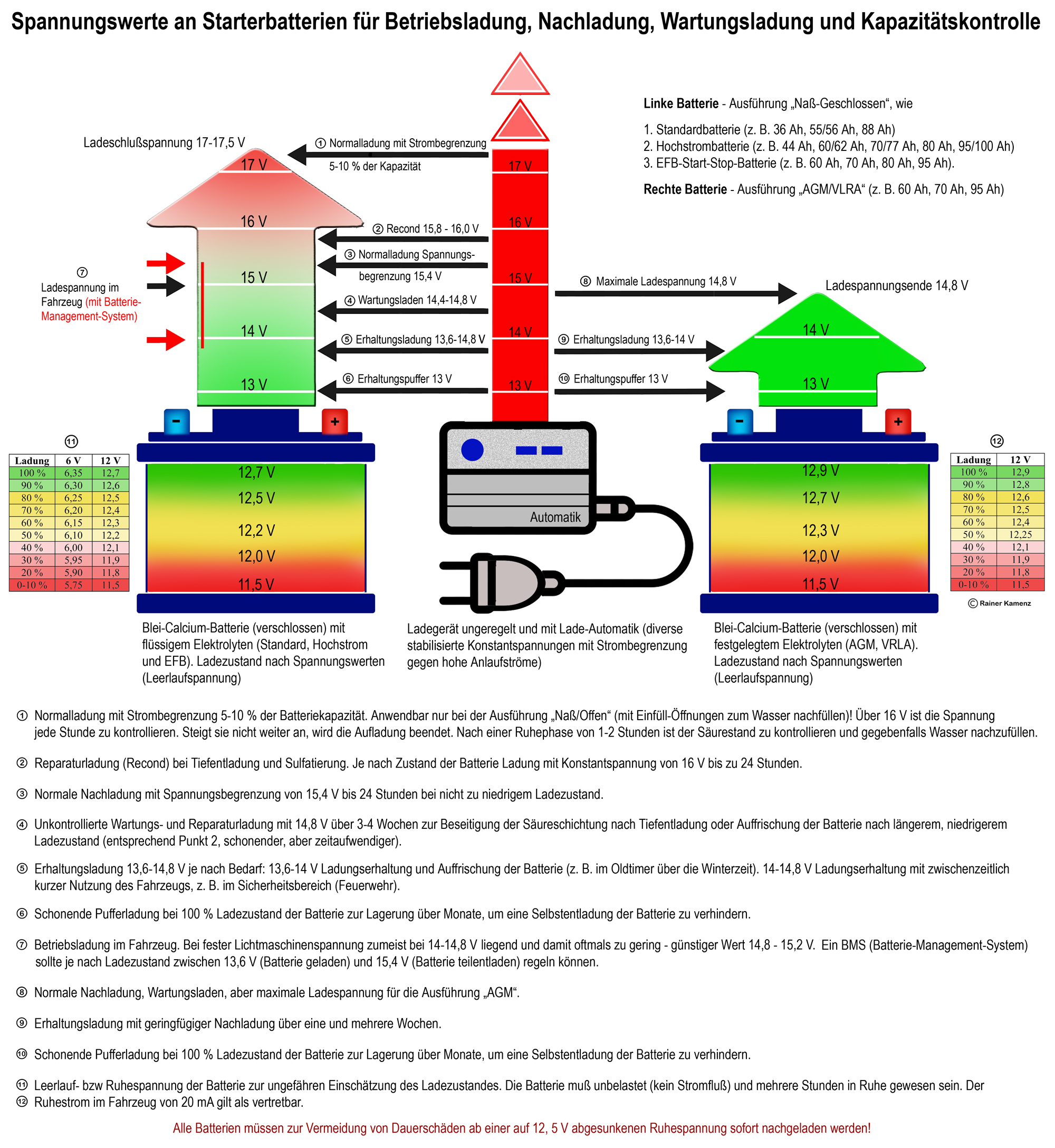
Spannungswerte an Starterbatterien für Betriebsladung, Nachladung, Wartungsladung und Kapazitätskontrolle

Die maximale Ladespannung sollte bei etwa 15 °C bis 25 °C im Bereich von 14,8 V (AGM) bis 15,4 V liegen. Der maximale Ladestrom sollte bei ungeregelten Ladegeräten ein Zehntel bis höchstens ein Fünftel der Batteriekapazität/1h betragen und auch bei Schnellladung ein Drittel des Wertes der Kapazität/1h nicht übersteigen. Bei spannungsgeregelten Ladegeräten ist eine Begrenzung des Ladestroms nicht erforderlich.
Die Gasungsspannung liegt bei PbCa-Batterien etwa bei 15,8 V. Beim Laden verschlossener Starterbatterien sollte die Ladespannung 14,4 V (Gel-Batterien) bzw. 14,8 V (AGM-Batterien) niemals übersteigen, da sonst die Rekombinationsrate des internen Sauerstoffkreislaufs überschritten wird. Die Klemmenspannung kurz nach dem Beenden der Ladung einer soeben vollgeladenen Starterbatterie wird von der Ladespannung zuerst schnell auf etwa 13,2 V und von da ab langsamer bis auf etwa 12,8 V abfallen.
Ein anderes Problem, das zur Entladung der Starterbatterie führen kann, sind Kriechströme. Dazu kann es kommen, wenn die Oberfläche der Batterie oder die Pole verschmutzt sind (beispielsweise durch Umwelteinflüsse wie Schmutz und Feuchtigkeit).
Korrodierte Anschlüsse führen zu erhöhten Übergangswiderständen und beeinflussen das Startverhalten negativ. Außerdem verhindern sie, dass der Generator die Batterie vollständig aufladen kann. Es sollte darauf geachtet werden, dass die Anschlüsse sauber und die Kontaktflächen fest mit den Polen der Batterie verbunden sind. Schutz vor Korrosion bietet zudem die Verwendung von Polfett.

### Wartungsarme, wartungsfreie und MF-Akkumulatoren (VRLA)
| Bezeichnung                     | Spezifischer Wasserverbrauch                    |
| ------------------------------- | ----------------------------------------------- |
| Wartungsarmer Akkumulator       | Maximal 16 g pro Ah Nennkapazität nach 42 Tagen |
| Wartungsfrei – kühler Einbauort | Maximal 03 g pro Ah Nennkapazität nach 42 Tagen |
| Wartungsfrei – heißer Einbauort | Maximal 08 g pro Ah Nennkapazität nach 42 Tagen |

Ein Akkumulator heißt „wartungsarm“, wenn der ermittelte Gesamtwasserverbrauch nach 42 Tagen maximal 16 g/Ah der Nennkapazität beträgt. Wartungsarme Akkumulatoren werden heute nicht mehr hergestellt.
Ein Akkumulator wird als „wartungsfrei“ bezeichnet, wenn unter normalen Umständen kein destilliertes Wasser nachgefüllt werden muss (siehe nachfolgende Tabelle).
Seit etwa den 1990er-Jahren sind wartungsfreie Starterbatterien, international auch als MF-Batterien bezeichnet, auf dem Markt. MF steht für englisch Maintenance Free. Sie haben ab den 2000er-Jahren den klassischen Blei-Säure-Akkumulator mit den farbigen Stopfen auf der Oberseite nahezu verdrängt. Ein solcher Akkumulator kann bei guter Pflege 6 bis 10 und mehr Jahre alt werden. Das „wartungsfrei“ bezieht sich also vorwiegend darauf, dass kein destilliertes Wasser nachgefüllt werden muss, weil nur wenig entweicht. Die Kontrolle des Ladezustands und ggf. Nachladen der Batterie ist Voraussetzung für eine hohe Lebensdauer.
Die gasdicht versiegelten VRLA-Akkumulatoren besitzen ein festgelegtes Elektrolyt. Die Zellverschlussstopfen lassen sich nicht herausschrauben. Die beim Überladen entstehenden Gase Wasserstoff und Sauerstoff werden innerhalb der jeweiligen Zelle wieder in Wasser zurückgewandelt. In den nicht zugänglichen Verschlussstopfen befinden sich Entgasungsventile, die bei Überdruck eine gezielte Gasableitung in den zentralen Entgasungskanal ermöglichen. Zusätzlich befindet sich unter dem Deckel auf dem Sicherheitsventil ein Keramikfilter, der so genannten Fritte, dieser mindert das Vordringen von externen Flammenfronten und dient als Schutz gegen Explosion (Rückzündschutz).
Vorteile:
- Wartungsfrei, da das Kontrollieren des Elektrolyts (Schwefelsäure) und Nachfüllen mit destilliertem bzw. demineralisiertem Wasser entfällt.
- In beliebiger Lage einsetzbar (nur AGM- und Gel-Batterie).

Nachteil:
- Bei zu starkem Laden tritt das überschüssige Gas über ein Entgasungsventil aus. Da diese Flüssigkeitsmengen nicht ersetzt werden können, ist eine nachhaltige Beschädigung der Batterie möglich.
- Hitzeempfindlich, deshalb werden AGM-Batterien nicht im Motorraum, sondern an anderen Stellen im Fahrzeug eingebaut (Kofferraum, unter hintere Sitzbank o. ä.).

Ergänzender Hinweis: Bei der Zentralentgasung tritt das Gas an einer definierten Stelle aus der Batterie aus. Mit Hilfe eines Entgasungsschlauches kann die Ableitung des Gases gezielt zu einer unkritischen Seite erfolgen z. B. weg von zündungsführenden Teilen. Abhängig vom Einbauort kann die Batterie pluspolseitig oder minuspolseitig entgasen. Meist ist eine Rückzündungshemmung vorgesehen, bestehend aus einer porösen Kunststoffscheibe, der sogenannten Fritte. Diese befindet sich vor der Öffnung der Zentralentgasung. Werden die aus der Entgasungsöffnung austretenden Gase von außen entzündet, soll die Fritte das Hineinschlagen der Flamme ins Innere der Batterie verhindern.

## Abkürzungen und Begriffe

### Kaltstartstrom, CCA
In der Praxis wird die Startleistung einer Autobatterie davon bestimmt, wie viel Strom lieferbar ist, ohne dass die Spannung auch bei großer Kälte zu sehr einbricht. Der englische Fachbegriff für Kaltstartstrom ist cold cranking amps (engl.), davon leitet sich die Abkürzung CCA ab.
Der Kälteprüfstrom wird nach international unterschiedlichen Normen (SAE, DIN, IEC oder EN) mit verschiedenen Prüfmethoden und Grenzwerten an neuen, vollständig geladenen und durchformierten (durch ausreichend Ladezyklen konditionierten) Batterien ermittelt. Alle Prüfnormen ermitteln den Kaltstartstrom bei einem auf −18 °C (= ca. 0 °F) heruntergekühlten Akkumulator.
Der Kaltstartstrom von Pkw-Starterbatterien liegt meist zwischen 200 und 850 A (EN), wobei die gängigsten Akkumulatoren zwischen 360 und 680 A (EN) liegen. Lkws verfügen über Starterbatterien mit höherer Kaltstartstromstärke zwischen 500 und 1200 A (EN).
Aufgrund ohmscher Leitungsverluste und einer begrenzten chemischen Reaktionsgeschwindigkeit und Oberfläche der Aktivmasse ist die an den Polklemmen abgegebene Spannung sehr von der Entladestromstärke abhängig. Der maximal lieferbare Strom ist somit abhängig vom inneren Aufbau, der Zusammensetzung der Aktivmasse, der Temperatur und ganz entscheidend vom Ladezustand und der Alterung der Batterie.
Im Handel und von Herstellern wird der Kaltstartstrom oft präziser als Kälteprüfstrom bezeichnet, da er nicht zwangsläufig identisch mit dem beim Kaltstart vom Anlasser aufgenommenen bzw. benötigten Strom ist. Während des Prüfvorgangs wird in der Batterie eine hohe Wärmeleistung von mehreren Kilowatt (entsprechend der Leistung von 1 bis 2 Elektro-Herd-Platten) umgesetzt, wodurch sich der Akku selbst erwärmt und somit die chemische Reaktionsgeschwindigkeit und Stromlieferfähigkeit während des Entladeversuchs steigt.
Nach der weltweit sehr verbreitet verwendeten US-amerikanischen Norm des SAE gibt der Kaltstartstrom den maximalen Strom an, den ein neuer, vollständig geladener Akkumulator bei −18 °C für eine Dauer von mindestens 30 s liefern kann, wobei die Klemmenspannung am Ende nicht unter 7,2 V fällt. Dabei liefert jede einzelne Zelle unter Last eine Spannung von 1,2 V.
Gemäß der inzwischen veralteten Messung nach Deutscher Industrienorm (DIN) sollte die Gesamtspannung einer 12-Volt-Batterie nach 30 s sogar noch 9 V bzw. 1,5 V pro Zelle betragen. Zwangsläufig ergeben sich nach DIN daher immer erheblich geringere Zahlenwerte für den Kaltstartstrom, als nach der international gängigen SAE Norm.
Gemäß EU-Verordnung 1103/2010 ist der Kaltstartstrom seit 2012 in der EU und damit auch in Deutschland verbindlich entsprechend der Europa-Norm für Blei-Akkumulator-Starterbatterien anzugeben. Bei dieser Norm (EN 61056-1, in Nov. 2011 abgelöst durch EN50342.1) darf die Klemmenspannung 10 Sekunden nach Beginn des Hochstrom-Entladeversuches nicht unter 7,5 V absinken. Aufgrund des anderen Messverfahrens und der höheren Mindestspannung von 7,5 V ergeben sich für den Kaltstartstrom nach EN etwas geringere Zahlenwerte als bei der Messung nach SAE.

### Startstrom, CA
Der Startstrom CA gibt den Strom an, den eine neue Starterbatterie bei 0 °C für eine Dauer von 30 s liefern kann, bei dem jede einzelne Zelle noch eine Spannung von 1,2 V aufweist. Der englische Fachbegriff für Startstrom ist cranking amps (engl.), aus dem sich die Abkürzung CA ableitet. Diese Angabe wird auch als MCA bezeichnet (kurz für engl. marine cranking amps).

### Warmstartstrom, HCA
Der Warmstartstrom (HCA) gibt die minimale Stromabgabe in Ampere bei einer Temperatur von 26,7 °C und einer Zeitdauer von 30 s an. Dabei darf die Spannung pro Zelle der Batterie nicht unter 1,2 V fallen, die Gesamtspannung also 7,2 V nicht unterschreiten. Der englische Fachbegriff für Warmstartstrom ist englisch hot cranking amps, davon leitet sich die Abkürzung HCA ab.

### Reservekapazität, RCM/RC
Die Reservekapazität gibt die Ladungsmenge an, die eine Batterie bei einer Belastung von 25 A bis zur Entladeschlussspannung von 10,5 V abgeben kann. Dieser Wert entspricht der tatsächlichen Kapazität der Batterie. Er kann, vor allem bei alten Batterien, erheblich von der Nennkapazität abweichen. Durch moderne Messverfahren wie die elektrochemische Impedanzspektroskopie „EIS“ kann die Reservekapazität relativ genau ermittelt werden.

### Batteriegröße, BCI und Gewicht
Aufgrund der Vielfalt von Kraftfahrzeugen mit Verbrennungsmotor gibt es eine große Anzahl verschiedener technischer Spezifikationen für Starterbatterien. Die häufigsten Formen sind Pkw- und Lkw-Starterbatterien. Das Battery Council International (BCI) definiert zahlreiche Gruppen von Standardbatteriegrößen. Die relevante Norm für Kraftfahrzeugbatterien in Europa ist die Europanorm (EN) 50342 („Lead-Acid Starter Batteries“). Die Norm EN-50342-2 („Dimensions and Marking of 12 V Batteries“) definiert unter anderem die Außenmaße von Pkw-Batterien und Norm EN-50342-4 („Dimensions of Batteries for Heavy Vehicles“) für Lkw.
Die maximalen Abmessungen für Pkw-Akkus sind (H × B × L) 190 mm × 175 mm × 393 mm und 240 mm × 273 mm × 518 mm beim Lkw. Gängig sind für Pkws sechs Zellen in Reihe mit den Polen an der langen Seite und zwei Reihen von drei Zellen mit den Polen an der kurzen Seite für Lkws. Da das Gewicht von der verwendeten Menge an Blei abhängt, unterscheiden sich die Gewichte von Pkw- und Lkw-Batterien stark: sie liegen zwischen 10 kg bis 30 kg für Pkws und 35 kg bis 65 kg für Lkws.

### Nennspannung
Die tatsächliche Spannung des Bordnetzes von Kraftfahrzeugen liegt während der Fahrt über der Nennspannung der Starterbatterie, da diese während der Fahrt geladen werden soll. Die Bordnetzspannung ist somit abhängig vom Ladezustand der Batterie. Bei Annäherung an den Vollladezustand wird die Bordnetzspannung auf den Wert der temperaturabhängigen Ladeschlussspannung begrenzt. Sie liegt in der Praxis je nach Laderegler bei 14,4 V (Blei-Säure-Nassbatterien) bis 14,8V (AGM-Batterien) (Grund und Zusammenhänge s. o.). Dennoch wird gewöhnlich die Nennspannung der Starterbatterie als Spannung des Bordnetzes angegeben. Bei Personenkraftwagen sind üblicherweise 12 V, bei Lkw 24 V, bei älteren Pkws (v. a. vor Baujahr 1970) und bei einigen Motorrädern sind auch noch 6 V verbreitet.

### Nennkapazität
Die Angabe der Kapazität Q erfolgt in der Maßeinheit Amperestunden (Ah) für Starterbatterien mit 20 Stunden Entladezeit T bei 27 °C (K20). Eine voll geladene Starterbatterie mit einer angegebenen Nennkapazität Q = 36 Ah kann dann bei 25 °C für 20 Stunden einen mittleren Strom von I = 1,8 A liefern. Mit der Formel Q = I·T folgt bei gegebener Kapazität und gegebener Zeit der – bei etwas abnehmender Spannung auch abnehmende – mittlere Strom I = Q/T, hier also:
{\displaystyle {Q_{N}}=1{,}8\,\mathrm {A} \cdot 20\,\mathrm {h} }
Wird eine elektrische Last an den Akkumulator geklemmt, ergibt sich die maximal mögliche Zeit mit:
{\displaystyle T={\frac {Q_{\mathrm {ist} }\cdot U_{\mathrm {nenn} }}{P_{\mathrm {nenn} }}}}
mit:
| Unenn: | Nennspannung an den Klemmen        |
| Pnenn: | angeschlossene Nennleistung (Last) |
| Qist:  | Kapazität                          |
| T:     | Zeit                               |
Bei höherer Stromstärke, niedrigerer Temperatur oder fortgeschrittener Alterung der Starterbatterie ist die tatsächliche Kapazität niedriger als die Nennkapazität. Ursächlich sind nichtlineare Zusammenhänge zwischen Ladung und Entladungsstromstärke, welche als Peukert-Effekt bezeichnet werden und mit der Peukert-Gleichung überschläglich bestimmbar ist.
Während einer Entladung mit gleichbleibender Stromstärke ändert sich die Geschwindigkeit, mit der die Spannung der Starterbatterie fällt. Der Mittelwert der Spannung während der Entladezeit, der die Berechnung der Energie beziehungsweise Arbeit in der Maßeinheit Wattstunde (Wh) ermöglichen würde, wird nicht angegeben.
| Motorroller 50 cm³  | 2 bis 12 Ah (12/6 V)              |
| Motorrad:           | 6 bis 32 Ah (12/6 V)              |
| Kleinwagen          | 35 bis 44 Ah (12 V)               |
| Pkw (Kompaktklasse) | 44 bis 56 Ah (12 V)               |
| Pkw (Mittelklasse)  | 60 bis 70 Ah (12 V)               |
| Pkw (Oberklasse)    | 60 bis 110 Ah (12 V) (12 V, 24 V) |
| Lkw (bis 7,5 t)     | 75 Ah bis 110 Ah (12 V, 24 V)     |
| Lkw (ab 7,5 t)      | 140 bis 240 Ah (2 × 12 V)         |

Die benötigte Kapazität richtet sich nach mehreren Kriterien:
- Hubraum (Anlasserdrehmoment): Einzylindermotoren mit gleichem Gesamthubraum brauchen im Vergleich zu Mehrzylindermotoren eine höhere Batteriekapazität, da der Anlasser für einen Verdichtungstakt ein höheres Drehmoment liefern muss. Das Drehmoment eines Starters wird wie das eines Motors durch den Hubraum bestimmt.
- Kraftstoffart: Dieselmotoren benötigen bei gleichem Hubraum wegen des höheren Verdichtungsdruckes einen größeren Akku als Ottomotoren.
- Elektrischer Verbrauch bei Fahrt/Motorlauf: Starke elektrische Verbraucher beeinflussen die erforderliche Kapazität, da die Starterbatterie bei niedriger Generatordrehzahl und hohem Verbrauch (ggf. negative Ladebilanz) als Puffer dient. Einige Fahrzeughersteller liefern daher Fahrzeuge mit starken elektrischen Verbrauchern (z. B. Klimaanlage) serienmäßig mit einer stärkeren Starterbatterie aus.
- Elektrischer Verbrauch im Stand: Weiterhin wird durch elektrische Verbraucher, welche auch im abgestellten Fahrzeug aktiv sind (Marderabwehrsystem, Diebstahlwarnanlage, schlüsselloser Zugang etc.), die sog. Standzeit eines Fahrzeuges bis zum gerade noch erfolgreichen Motorstart (z. B. bei einem Motorrad nach dem Winter) verkürzt. Der Kapazitätsverlust der Batterie bei Nichtbenutzung des Pkw beträgt etwa 15–20 Ah pro Monat. Auch hier liefern einige Hersteller ihre Fahrzeuge mit stärkeren Batterien je nach elektrischen Verbrauchern aus.

## Rücknahmegesetz für Starterbatterien in Deutschland
Nach dem seit 1. Dezember 2009 in Kraft getretenen Batteriegesetz (BattG) („Gesetz über das Inverkehrbringen, die Rücknahme und die umweltverträgliche Entsorgung von Batterien und Akkumulatoren“) besteht in Deutschland nach § 10 eine Pfandpflicht für Fahrzeugbatterien:
1. „Vertreiber, die Fahrzeugbatterien an Endnutzer abgeben, sind verpflichtet, je Fahrzeugbatterie ein Pfand in Höhe von 7,50 Euro einschließlich Umsatzsteuer zu erheben, wenn der Endnutzer zum Zeitpunkt des Kaufs einer neuen Fahrzeugbatterie keine Fahrzeug-Altbatterie zurückgibt. Der Vertreiber, der das Pfand erhoben hat, ist bei Rückgabe einer Fahrzeug-Altbatterie zur Erstattung des Pfandes verpflichtet. Der Vertreiber kann bei der Pfanderhebung eine Pfandmarke ausgeben und die Pfanderstattung von der Rückgabe der Pfandmarke abhängig machen. Wird die Fahrzeug-Altbatterie nicht dem Pfand erhebenden Vertreiber zurückgegeben, ist derjenige Erfassungsberechtigte nach § 11 Absatz 3, der die Fahrzeug-Altbatterie zurücknimmt, verpflichtet, auf Verlangen des Endnutzers die Rücknahme ohne Pfanderstattung schriftlich oder elektronisch zu bestätigen. Ein Vertreiber, der Fahrzeugbatterien unter Verwendung von Fernkommunikationsmitteln anbietet, ist abweichend von Satz 2 zur Erstattung des Pfandes auch bei Vorlage eines schriftlichen oder elektronischen Rückgabenachweises nach Satz 4, der zum Zeitpunkt der Vorlage nicht älter als zwei Wochen ist, verpflichtet.“
2. „Werden in Fahrzeuge eingebaute Fahrzeugbatterien an den Endnutzer ab- oder weitergegeben, so entfällt die Pfandpflicht.“

Bis 1. Dezember 2009 galt hier der § 6 der Batterieverordnung (BattV).

## Rücknahmeverordnung für Fahrzeug-Altbatterien in Österreich
Nach § 12 der am 26. Dezember 2008 in Kraft getretenen Batterienverordnung (Verordnung des Bundesministers für Land- und Forstwirtschaft, Umwelt und Wasserwirtschaft über die Abfallvermeidung, Sammlung und Behandlung von Altbatterien und -akkumulatoren) können Letztverbraucher in Österreich die Fahrzeug-Altbatterien zumindest unentgeltlich zurückgeben. Rückgabemöglichkeiten sind der Letztvertreiber von Fahrzeugbatterien, bei vom Hersteller eingerichteten Sammel- und Verwertungssysteme oder bei Sammelstellen der Gemeinden (Gemeindeverbänden). Im Rahmen des Versandhandels ist der Letztvertreiber verpflichtet mindestens zwei öffentlich zugängliche Stellen je politischem Bezirk einzurichten und die Öffnungszeiten dem Letztverbraucher in geeigneter Weise bekannt zu geben.

## Umwelt und Gesundheit
Nach dem Basler Übereinkommen wird eine gebrauchte Starterbatterie als gefährlicher Abfall betrachtet. Eine Gefahr für Gesundheit und Umwelt ist das Recycling solcher alten Batterien in Entwicklungsländern, bei dem das Blei von Hand wiedergewonnen wird.